# 蘭迪·歐頓
蘭迪·歐頓（英語：Randy Orton），全名蘭德爾·凱瑟·“蘭迪”·歐頓（1980年4月1日—）是美國職業摔角選手和演員。目前受聘於世界摔角娛樂，在SmackDown品牌亮相。
歐頓是第三代職業摔角選手；他的祖父巴布·歐頓、父親「牛仔」巴布·歐頓和他的叔叔巴里·歐顿都是職業摔角選手，歐頓同時偶有參與電影演出。在與世界摔角聯盟（WWF，現為WWE）簽約之前，他在密蘇里州中部摔角聯盟-南伊利諾伊州會議接受訓練並進行摔角。然後，他被WWF簽下，被送往俄亥俄谷摔角（OVW），在那裡他拿下兩次OVW硬蕊冠軍。
歐頓在WWE首次亮相後不久便成為進化論的成員，並拿下WWE洲際冠軍，這是他在該公司的第一個冠軍頭銜。他在故事情節中還獲得「傳奇殺手」的綽號，在故事情節中，他開始攻擊WWE名人堂成員和資深選手。24歲時，他擊敗克里斯·班瓦贏得世界重量級冠軍，成為WWE歷史上最年輕的世界冠軍。憑藉這次勝利，他離開進化論，並與他以前的成員發生爭執。2006年，歐頓與Edge一起加入稱為Rated-RKO的雙打團隊。他們一起拿下世界雙打冠軍。在Rated-RKO於2007年中解散後，27歲的歐頓在一個晚上獲得兩次WWE冠軍，成為第二年輕的兩次WWE冠軍。他在2008年與寇帝·羅茲和小泰德·迪比亞西組成稱為The Legacy的團體。他們於2010年解散，歐頓也重返單打比賽的競爭。從2013年到2015年，他與全權夫婦結盟，後者將他稱為「WWE的門面」。在2016年，他加入外耶特家族，與布雷·外耶特和盧克·哈波爾贏得SmackDown雙打冠軍，然後在2017年離開他們。在2018年他贏得生涯首次美國冠軍頭銜，成為第17位世界摔角娛樂三冠王及第18位大滿貫冠軍。

## 早期生活
蘭德爾·凱瑟·歐頓於1980年4月1日出生在美国田纳西州諾克斯維爾。父母為職業摔角選手小巴布·歐頓和護士伊萊恩（Elaine），他有一個叫內森（Nathan）的弟弟，是個喜劇演員，還有一個叫貝基的妹妹。作為一個職業摔角選手，歐頓的父母從經驗中知道職業摔角的艱辛，並試圖說服他從商。他的父親警告他，生活在擂台上意味著在人生的道路是遠離家人的。歐頓高中就讀黑澤爾伍德中央高中，在那裡他是一個業餘摔角選手。1998年高中畢業後，歐頓加入美国海军陆战队。在該基地，他因兩次的逃兵，於1999年退伍。此外歐頓因不服從主管的命令，根據《統一軍事司法法典》，他在一個特別的軍事法庭受審並被定罪，隨後在彭德爾顿营軍事監獄關了38天。

## 職業摔角生涯

### 培訓及早期生涯（2000–2001）
歐頓於2000年在密蘇里州聖路易斯的密蘇里州中部摔角聯盟-南伊利諾伊州會議摔角（MMWA-SICW）處首度亮相，這是由山姆·穆奇尼克為首的歷史悠久的聖路易斯摔角俱樂部的分支。在那裡，他接受聯盟人員及其父親小巴布·歐頓的培訓。

### 世界摔角娛樂時期

#### 俄亥俄谷摔角（2001–2002）
2001年，歐頓與當時的世界摔角聯盟（WWF）簽署一項協議，並被派往其發展領域，位於肯塔基州路易維爾的俄亥俄谷摔角（OVW），在那裡他繼續接受培訓。接下來歐頓分別在2001年2月14日擊敗布萊克先生（Mr. Black）和在2001年5月5日擊敗弗拉什·佛萊納根兩次贏得OVW硬蕊冠軍。

#### 進化論時期和世界重量級冠軍 (2002–2005)

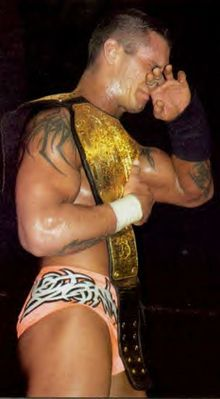
欧顿於2004年8月的夏日衝擊上成為WWE史上最年輕的世界重量級冠軍

歐頓首次正式參加WWF是2002年3月16日在摔角狂熱X8的摔迷零距離活動上，在那裡他被湯米·卓門擊敗。歐頓的第一個電視轉播WWF比賽是在2002年4月25日的SmackDown!上擊敗硬蕊核力。此後不久，歐頓成為粉絲的最愛，並與核力進行一系列比賽。2002年9月，歐頓被選入Raw品牌，在Raw的首場比賽中擊敗斯特維·理查茲。歐頓在Raw品牌首次亮相後的幾週內，由於肩部受傷的緣故，使他修養幾個月。在康復期間，歐頓仍然出現在他自己的Randy News Network（RNN）的節目上，講述關於他的病情。節目打斷Raw的節目編排，這導致歐頓逐漸轉變為自戀和自我中心的反派。
在傷勢痊癒後，歐頓加入由Triple H、瑞克·福萊爾和巴帝斯塔組成的進化論團體。該團體從2003年到2004年的Raw中逐漸展露頭角，而在2003年的世界末日之後，他們的支配地位達到頂峰，當時Raw上的所有男子冠軍頭銜皆是進化論的成員。2003年，歐頓花費很多時間協助Triple H持續衛冕世界重量級冠軍。他在夏日衝擊參加行刑室鐵籠戰的世界重量級冠軍賽，主要是確保Triple H能衛冕冠軍頭銜，最終歐頓被戈柏淘汰，但Triple H在瑞克·福萊爾的協助下成功淘汰戈柏衛冕冠軍頭銜。
然後，歐頓開始自稱為「傳奇殺手」，認為自己是職業摔角界的未來。他在摔角比賽中開始與許多資深選手及名人堂選手的爭執，並因公然不尊重他們而惡名昭彰。在他的同伴和導師瑞克·福萊爾的幫助下，他在被稱為「傳奇vs.傳奇殺手」的備受矚目的第一場比賽中擊敗尚恩·麥可。在此期間，歐頓開始使用RKO作為他的終結技，這是一個以他的名字開頭縮寫命名的招式。2003年12月，他在世界末日大賽中擊敗羅伯·凡·達姆，贏得洲際冠軍頭銜。憑藉這一勝利，歐頓開始七年來最長的洲際冠軍衛冕時間，衛冕長達210天。歐頓在2004年繼續將自己稱為「傳奇殺手」，向半退休的摔角選手米克·佛利發起挑戰。佛利因其殘酷的硬蕊比賽和處理痛苦的能力而出名，他挑戰歐頓的洲際冠軍頭銜並且比賽方式是硬蕊「傳奇vs.傳奇殺手」比賽，歐頓勉強接受。在爆裂震撼中，歐頓在硬蕊比賽中擊敗佛利，衛冕洲際冠軍，在比賽過程中使用到了鐵絲網甚至歐頓還被扔到數百個圖釘上。歐頓隨後在4月26日的Raw中面對哈利·瑞斯。兩個月後，他在Bad Blood中擊敗希爾頓·班哲明衛冕洲際冠軍。在七月的復仇大賽中，他輸給Edge讓出冠軍頭銜。
在輸掉洲際冠軍後，歐頓在7月26日贏得20人多人混戰成為世界重量級冠軍的頭號挑戰者。在夏日衝擊中，歐頓擊敗克里斯·班瓦贏得冠軍，從而在24歲時成為WWE歷史上最年輕的世界冠軍。比賽結束後，班瓦向歐頓表示祝賀，並與歐頓握手致敬。在第二天晚上的Raw上，歐頓在重賽中擊敗班瓦成功衛冕頭銜。賽後，進化論對歐頓假裝進行慶祝，當巴帝斯塔把歐頓抬在肩上慶祝時，Triple H豎起大拇指對歐頓表示讚賞，然後突然將大拇指朝下，隨後巴帝斯塔將歐頓摔到擂台上。Triple H、福萊爾和巴帝斯塔在擂台上攻擊歐頓，這也讓歐頓被趕出進化論。在隔周的Raw上，Triple H召集歐頓並命令他交出冠軍，但歐頓拒絕，他對Triple H吐口水，並用冠軍腰帶攻擊Triple H。當歐頓持續與前團體成員發生爭執時，這也讓歐頓開始轉為正派選手。一個月後，在福萊爾、巴帝斯塔和喬納森·克區曼的干擾下，歐頓在殺無赦上輸給Triple H。為了報仇，歐頓猛烈抨擊他以前的進化論成員，並在節目中給他們一個大蛋糕作為補償禮物，使他們大吃一驚，然後躲在蛋糕裡面的歐頓突然冒出來毆打和羞辱他們。在禁忌星期二，歐頓在一場鐵籠賽中擊敗瑞克·福萊爾。之後歐頓在強者生存的比賽規定後成為Raw品牌為期一周的總經理，因為他在四對四的強者生存淘汰賽中淘汰Triple H，從而為團隊贏得勝利。他繼續與Triple H發生爭執，利用自己的權威在對手衛冕頭銜期間將對手置於嚴重的劣勢。在2005年1月的「新年革命」中，歐頓參加空缺的世界重量級冠軍的淘汰賽，最終他在瑞克·福萊爾和巴帝斯塔的干擾下被Triple H淘汰。在1月10日的Raw中，歐頓擊敗巴帝斯塔，贏得在皇家大戰挑戰Triple H的世界重量級冠軍的機會，但在皇家大戰中歐頓未能贏得這場比賽。

#### 與送葬者之間的爭執（2005−2006）

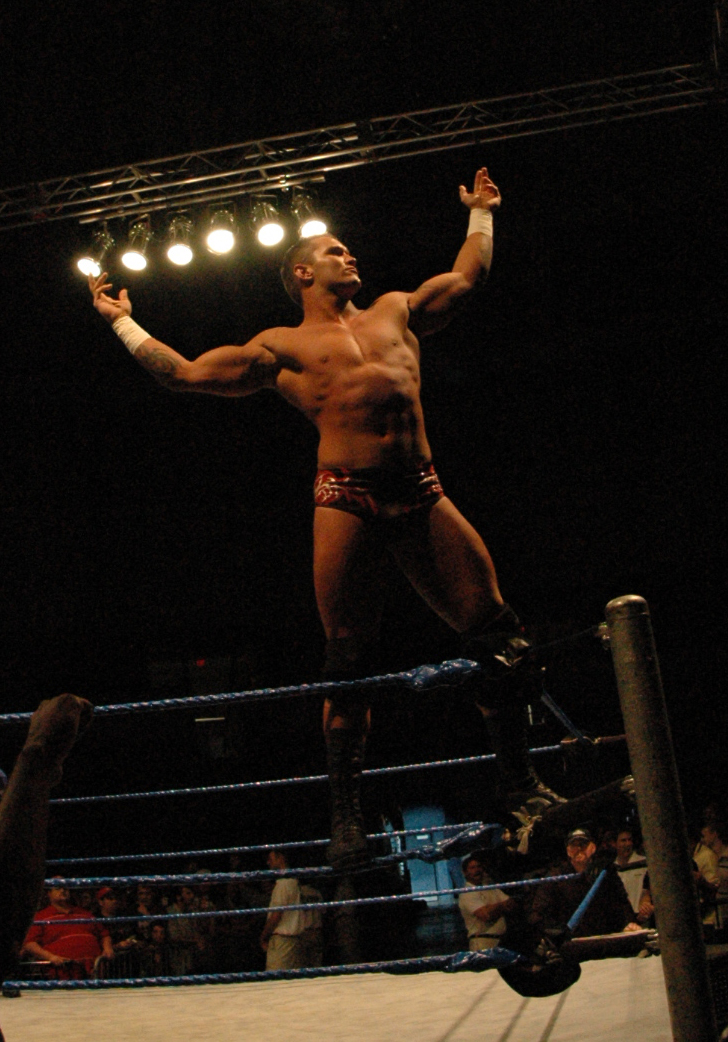
歐頓的招牌炫耀姿勢，2005年8月

在結束與進化論的爭執之後，歐頓將注意力轉到送葬者身上，表示他將結束送葬者在摔角狂熱大賽中的不敗戰績，從而將自己與所有其他摔角手區分開來。在整個2005年3月，歐頓嘲諷送葬者，聲稱他並不懼怕他。在3月21日的Raw中，歐頓對劇情上的女友史黛西·凱柏勒使出RKO，使她失去知覺後再次變成反派。當傳奇選手傑克·羅勃茲建議歐頓不要低估送葬者時，歐頓也對羅勃茲使出RKO。在摔角狂熱的前幾週，歐頓變得更加挑釁和不畏懼送葬者，在父親「牛仔」巴布·歐頓的幫忙下，在擂台上嘲諷和毆打送葬者。在摔角狂熱21中，歐頓輸掉這場激烈的比賽。

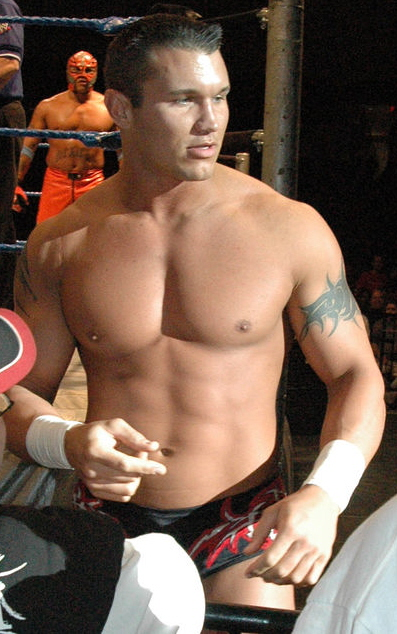
歐頓在2005年WWE地方巡迴賽上

在第二天晚上的Raw中，歐頓面對成為世界重量級冠軍的巴帝斯塔。歐頓在螢幕上表示他與送葬者的比賽加劇他的肩膀傷勢。之後歐頓出現在Raw的場邊，聲稱他因受傷而沒有資格參加WWE選秀。WWE主席文斯·麥馬漢告訴他，他是該選秀的候選人，因此有機會返回SmackDown！。歐頓於6月16日返回SmackDown！，他是2005年選秀中的第二順位。接下來歐頓再度與送葬者展開爭執，在父親的幫忙下，歐頓在夏日衝擊中擊敗送葬者。在兩個月後的毫不留情大賽中，歐頓和他的父親巴布·歐頓在強弱不等棺材賽上擊敗送葬者，比賽結束後，歐頓和他的父親將送葬者鎖在棺材中，並在棺材的頂部用斧頭砍出幾個洞，將汽油倒在棺材上並放火燒掉棺材，在劇情上殺死送葬者。接下來的一個月，在資格賽輸給雷·密斯特里歐之後，歐頓取代已故的艾迪·葛雷洛參加SmackDown團隊對戰Raw團隊的強者生存年度淘汰賽。在比賽中，歐頓連續第三年成為比賽中最後一名摔角選手，他壓制肖恩·麥可，為SmackDown團隊贏得勝利。在賽後，送葬者從燃燒的棺材中爬出，並襲擊來到擂台慶祝SmackDown團隊勝利的SmackDown選手。最終在世界末日的地獄鐵籠賽中，送葬者擊敗歐頓，結束長達9個月的爭執。

#### Rated-RKO時期（2006–2007）
在世界末日之後，歐頓進入2006年的皇家大戰比賽，成為第30個也是最後一個選手，但最終被比賽的冠軍雷·密斯特里歐淘汰，後者在摔角狂熱22上獲得挑戰世界冠軍的機會。隨後歐頓對他發出挑戰要求在無路可逃進行比賽，爭奪在摔角狂熱挑戰世界冠軍的機會。歐頓在無路可逃中贏得這場比賽，獲得在摔角狂熱22挑戰世界重量級冠軍的機會。在這之後，SmackDown總經理泰多爾·隆將密斯特里歐重新加入到摔角狂熱22的世界冠軍賽中，這使比賽成為歐頓、密斯特里歐和當時的冠軍寇特·安格之間的三方威脅賽。然而，在4月2日的比賽中，歐頓在被密斯特里歐壓制後輸掉這場比賽。在接下來的SmackDown中，歐頓向密斯特里歐要求挑戰世界重量級冠軍頭銜，但歐頓未能獲勝。
4月4日，歐頓因「非職業行為」而被禁賽六十天。在一次採訪中，歐頓說：「我的行為不符合冠軍的要求，這就是我回來後的狀態。」而為了掩飾這次的禁賽，WWE設計劇情上的受傷，在比賽中，寇特·安格重創歐頓的腳踝。六月，歐頓從禁賽狀態回到Raw品牌，在那裡他與安格展開爭執，並最終在狂潮再起和復仇大賽進行比賽，然後歐頓開始與霍克·霍肯展開爭執。歐頓侮辱霍肯已經年老體衰，並與當時霍肯十八歲的女兒布魯克·霍肯調情。在夏日衝擊中，兩人在「傳奇與傳奇殺手」比賽中對決，最終由霍肯贏得比賽。

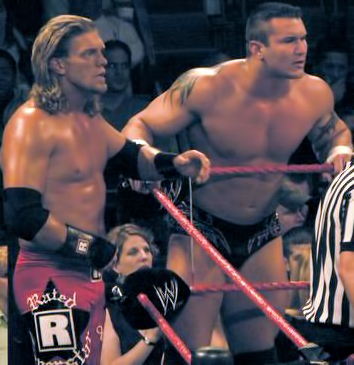
Edge和歐頓組成的Rated-RKO

在重新組成的D-Generation X（Triple H和尚恩·麥可）讓Edge輸掉WWE冠軍後，Edge找上歐頓，要求與他聯手擊敗該組合。歐頓的冠軍衛冕在2004年被Triple H終止，他同意成立雙打團隊Rated-RKO。這兩個人是自DX重組以來第一個擊敗DX的組合，並很快成為世界雙打冠軍。作為劇情的一部分，Rated-RKO在11月27日用鐵椅攻擊瑞克·福萊爾，激怒DX。在「新年革命」中，Rated-RKO在冠軍賽中面對DX，但是當Triple H在比賽中遭受劇情上的傷害時，比賽被宣佈為無比賽。隨著Triple H的退出，Rated-RKO繼續與麥可進行螢幕對抗。在皇家大戰上，兩人都參加同名比賽，成為最後剩下的四名選手，但兩人最終都被麥可淘汰。麥可後來與WWE冠軍約翰·希南聯手並於隔天晚上在Raw擊敗Rated-RKO，贏得世界雙打冠軍。在失去雙打冠軍後，Edge和歐頓都專注於WWE冠軍頭銜，這導致他們之間的摩擦。在2007年2月5日的Raw中，他們在三方威脅賽輸給麥可，無法在摔角狂熱23上爭奪WWE冠軍。在摔角狂熱23上，他們都參加公事包鐵梯賽，但最終由甘迺迪先生贏得這場比賽。在4月30日的Raw中，他們在單打比賽中對決，最終由Edge贏得比賽。當Edge被選入SmackDown後，他們的搭檔關係也就此結束。然後，歐頓再度開始以他的「傳奇殺手」角色，來攻擊麥可等資深選手，在這段時間中，評論員指出歐頓就像蛇一樣四處遊蕩並纏著受害者；這也讓「毒蛇」（The Viper）開始成為歐頓的綽號。

#### WWE冠軍及The Legacy時期（2007–2010）

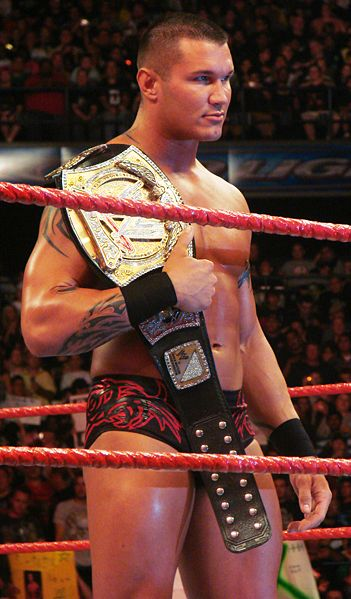
歐頓首次衛冕WWE冠軍期間

在7月23日的Raw中，歐頓被提名為約翰·希南的WWE冠軍頭銜的頭號挑戰者。當他們預定在夏日衝擊比賽前，歐頓對希南使出三次RKO。但這場比賽最終仍由希南獲勝。在第二天晚上的Raw上，歐頓要求重賽，但Raw總經理威廉·瑞格拒絕。然後，歐頓向麥馬漢先生提出這個請求，麥馬漢先生則給他一個機會如果他能「證明自己」的話。那天晚上，歐頓干擾希南的比賽並毆打他，然後攻擊在場邊觀看的希南父親。之後，麥馬漢給予歐頓他在殺無赦的重賽，當希南拒絕停止在角落繼續攻擊歐頓時，他以取消資格的方式獲得勝利。但是，希南依然是冠軍，因為頭銜不能因取消資格而易手。比賽結束後，希南的父親在場邊踢了歐頓的頭，這導致歐頓在第二天晚上的Raw，參加一場比賽。在那場比賽中，歐頓以取消資格的方式擊敗希南的父親，然後在希南被戴上手銬銬在繩圈的情況下用RKO攻擊他的父親。在毫不留情大賽之前，希南在Raw的比賽期間受傷，之後歐頓使出RKO攻擊希南。此後，他採用「毒蛇」的綽號。然後，歐頓把希南扔到擂台外面，在轉播桌上對希南使出RKO。
在毫不留情大賽開始時，麥馬漢先生將希南上週因受傷而將其空缺的冠軍頭銜，授予歐頓。隨後，歐頓在首場比賽中輸給Triple H，但在最後站立者主賽事中又奪回冠軍頭銜。然後，歐頓與尚恩·麥可重新開始爭執，在10月8日的Raw中，當歐頓在冠軍加冕典禮期間，麥可攻擊歐頓。粉絲投票選擇傑夫·哈迪和甘迺迪先生與他在決戰星期日舉行的WWE冠軍賽相約對決歐頓，在比賽期間，歐頓在對麥可使出下陰攻擊後被取消資格，但仍保留冠軍頭銜。他們在強者生存中進行重賽，比賽的規定是：如果麥可使用了Sweet Chin Music，他將會輸掉比賽，而且再也沒有機會爭奪冠軍，而如果歐頓失格的話，他也將輸掉冠軍頭銜。這場比賽最終由歐頓在使出RKO之後將麥可壓制，成功衛冕冠軍頭銜。然後，歐頓與回歸的克里斯·傑利可開始爭執，克里斯·傑利可要求挑戰歐頓的冠軍頭銜，在世界末日的比賽中，在SmackDown評論員約翰·「布拉德肖」·萊菲爾德的干擾下傑利可以取消資格的方式勝利，但歐頓保留冠軍頭銜。接下來，歐頓在2008年1月27日的皇家大戰中，擊敗傑夫·哈迪。然後，他重新開始與約翰·希南的爭執，希南因傷康復並贏得2008年的皇家大戰比賽。希南並沒有像皇家大戰優勝者那樣選擇在摔角狂熱24時挑戰冠軍，而是選擇在無路可逃中挑戰歐頓的冠軍頭銜，在比賽中希南擊敗歐頓，因為歐頓故意取消自己的資格，以保留冠軍頭銜。在第二天晚上的Raw上，希南在Triple H作為特別裁判的無關頭銜賽中擊敗歐頓，結果希南在摔角狂熱中與Triple H一起加入歐頓的冠軍賽，這使其成為三方威脅賽。在摔角狂熱上，歐頓贏得這場三方威脅賽，衛冕冠軍頭銜。在下個月的爆裂震撼中，歐頓在危機四伏淘汰賽中輸給Triple H，這場比賽也包括希南和約翰·「布拉德肖」·萊菲爾德。在末日審判的鐵籠賽重賽中未能贏得比賽後，歐頓在狂潮再起的最後站立者賽中再次挑戰Triple H的冠軍頭銜，但歐頓未能獲勝。在此期間，歐頓的出場音樂也換成恢復理論樂團的歌曲。
在這之後，由於歐頓在摩托車事故中受傷，因此修養一段時間。在9月1日的Raw中，歐頓正式回歸，並與寇帝·羅茲及小泰德·迪比亞西組成了稱為「The Legacy」的團體。在經歷與世界重量級冠軍CM Punk的爭執及數個月的磨合之後。在12月8日的Raw上，The Legacy在一場強弱不等賽中擊敗歐頓的前進化論成員巴帝斯塔及Triple H。

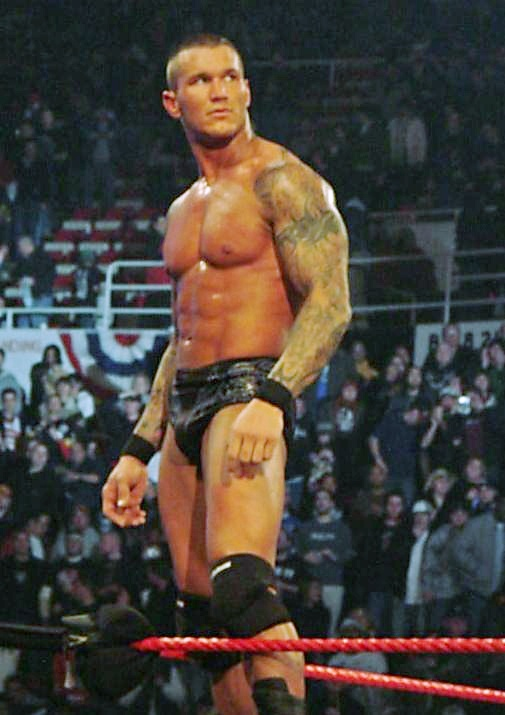
贏得2009年皇家大戰比賽後的歐頓

歐頓在2009年1月19日的Raw上與麥馬漢家族發生爭執，當時他與麥馬漢先生和史蒂芬妮·麥馬漢面對面，聲稱他比史蒂芬妮更有價值，並且她已經變得「毫無價值」。這讓麥馬漢先生大為惱火，麥馬漢先生要求歐頓道歉，否則他將當場開除他。就在麥馬漢先生即將開除他時，歐頓攻擊麥馬漢先生，猛擊他的頭部，導致麥馬漢先生被擔架抬出場。在1月25日的皇家大戰上，歐頓最終淘汰Triple H，贏得該年度的皇家大戰比賽。在第二天晚上的Raw上，歐頓聲稱自己患有間歇性暴怒症，他對麥馬漢先生的舉動不必承擔任何責任，並稱他因患有此疾病才會「失控」。他還聲稱WWE知道情況，但沒有採取任何行動，並因此威脅起訴WWE，並且如果史蒂芬妮要開除他，歐頓則威脅要再對WWE提出違約訴訟，原因是他在法律上是合法的有權參加摔角狂熱大賽，因為他贏得皇家大戰。儘管史蒂芬妮嘲笑並說要開除歐頓，但她改變主意，說自己有「更大的計劃」，就是辛恩·麥馬漢回到Raw，並攻擊歐頓。這導致歐頓在無路可逃的無限制賽中對 決辛恩，最終由歐頓贏得比賽。在第二天晚上的Raw上，歐頓在未經批准的比賽中再次面對辛恩，當他用拳頭攻擊辛恩的頭部時，導致比賽形成沒有比賽，因此歐頓無法繼續比賽。史蒂芬妮隨後跑到擂台去照顧她的哥哥，但歐頓用RKO攻擊她。這引起Triple H的紛爭，後者指控歐頓攻擊他現實生活中的妻子史蒂芬妮時「越界」。後來，歐頓聲稱他所做的一切都是在2004年Triple H將他從進化論踢出後，對Triple H進行報復計劃的一部分；根據歐頓的說法，Triple H「毀了他的生活」，所以歐頓也會做同樣的事，並把Triple H關心的一切都從他身上奪走。他在摔角狂熱24的WWE冠軍賽中向Triple H挑戰，但未能成功。歐頓在下個月的爆裂震撼中，於The Legacy和Triple H、巴帝斯塔和辛恩·麥馬漢之間的六人比賽中，藉由壓制Triple H贏得比賽的勝利，並且獲得冠軍頭銜。在末日審判中，歐頓在對巴帝斯塔的比賽上，在羅茲和迪比亞西的干擾下，他因失格而保留頭銜。在極限規則中，歐頓在鐵籠賽中輸給巴蒂斯塔，輸掉冠軍頭銜。在第二天晚上的Raw上，歐頓和The Legacy攻擊巴蒂斯塔並弄傷他的手臂，迫使巴蒂斯塔讓出他的冠軍頭銜。在6月15日的Raw中，歐頓在與Big Show、Triple H和約翰·希南的一場危機四伏賽中重獲冠軍。隔週，歐頓在最後站立者賽中對上Triple H以捍衛WWE冠軍，在兩人均未能在十秒內站立後，結果以沒有比賽結束。他們在接下來的The Bash的比賽中，再次舉行冠軍賽，歐頓在Legacy的協助下贏得勝利。在夏日衝擊上，歐頓在對約翰·希南的比賽中衛冕冠軍頭銜，在此期間，歐頓使用幾種卑鄙的戰術來衛冕冠軍。他在Breaking Point的投降賽中輸給希南，但在地獄鐵籠上，以地獄鐵籠賽的方式擊敗希南奪回冠軍。在Bragging Rights中，歐頓在一場為時一小時的鐵人賽中再次輸給希南，輸掉冠軍頭銜，結束這次的爭執。
然後，歐頓開始與科菲·京斯頓展開爭執，因京斯頓干涉他與希南的比賽而將羅茲和迪比亞西趕走，歐頓將此歸咎於他輸掉WWE冠軍的原因。在11月16日的Raw中，歐頓和京斯頓進行一場爭吵，最終京斯頓將歐頓推向人群。在強者生存中，這兩人都被任命為團隊的各自隊長，京斯頓的團隊在京斯頓最終淘汰歐頓之後擊敗歐頓的團隊。在Raw接下來的幾集中，兩人互有勝負，導致雙方在TLC大賽上進行一場比賽，在12月13日的TLC中，歐頓贏得這場比賽。第二天晚上，他參加爭奪2009年年度超級巨星比賽的資格賽，在Legacy的協助下於第一輪比賽中以讀秒方式擊敗送葬者，並在當晚晚些時候晉級決賽，最終輸給希南。在2010年1月11日的Raw中，由於羅茲和迪比亞西的協助，歐頓贏得三方威脅賽，獲得在皇家大戰挑戰WWE冠軍席莫斯的機會。當羅茲干擾比賽時，歐頓因失格而輸掉比賽，這導致歐頓在比賽後同時攻擊羅茲和迪比亞西。在2月15日的Raw中，由於Legacy的干擾，歐頓再次在無關頭銜重賽中被取消資格。歐頓和迪比亞西都在行刑室鐵籠戰中參加WWE冠軍行刑室鐵籠賽，在比賽中迪比亞西用羅茲送給他的煙斗攻擊歐頓後淘汰歐頓。在2月22日的Raw中，在一場六人比賽中，歐頓進行報復性攻擊，使他轉為正派選手。在摔角狂熱26中，歐頓在三方威脅賽中擊敗羅茲和迪比亞西。

#### 爭奪世界冠軍（2010–2012）
在The Legacy解散後，歐頓在4月的極限規則中挑戰世界重量級冠軍傑克·史威格，但未能獲勝。在6月的危機四伏中，歐頓參加危機四伏WWE冠軍賽，分別有冠軍希南、Edge和席莫斯，由於受到外道軍團的干擾，最終由席莫斯贏得冠軍。在7月18的公事包大戰中，歐頓參加公事包鐵梯賽爭奪WWE冠軍合約，最終該合約由米茲贏得。在第二天晚上的Raw上，他擊敗Edge和克里斯·傑利可贏得在夏日衝擊上挑戰席莫斯的WWE冠軍頭銜的機會。席莫斯因將椅子帶入擂台上而被取消資格，由歐頓贏得勝利，但沒有贏得冠軍頭銜。隨後，歐頓用椅子並使出RKO將席莫斯擊中轉播台。

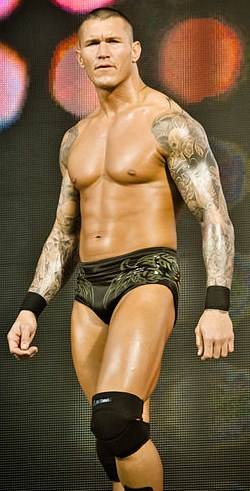
2010年12月的歐頓

在冠軍之夜中，歐頓在六人挑戰淘汰賽中擊敗席莫斯、韋德·貝瑞特、約翰·希南、Edge和克里斯·傑利可，成為第六次的WWE冠軍。在地獄鐵籠中擊敗席莫斯捍衛頭銜之後，歐頓與韋德·貝瑞特發生爭執，後者向希南勒索以幫助他獲得頭銜。歐頓在中失去資格而輸給貝瑞特，但保留冠軍頭銜。歐頓之後在強者生存的重賽中擊敗貝瑞特，再次衛冕冠軍。第二天晚上的Raw中，在來自希南的干擾下，儘管來自外道軍團的賽前進攻，歐頓還是在最後一次對決貝瑞特的比賽中成功衛冕冠軍。隨後，米茲立即兌現他的公事包合約，並迅速擊敗歐頓贏得WWE冠軍。歐頓在TLC大賽中與米茲進行重賽，但在米茲的門生艾利克斯·萊利的反覆的干擾下輸掉比賽。在2011年1月3日的Raw中，歐頓在一場鐵籠賽中擊敗席莫斯和韋德·貝瑞特，獲得在皇家大戰上與米茲再次對決的機會，但在新外道軍團干擾之後，歐頓又一次輸掉比賽，這也讓歐頓和新外道軍團的領導人CM Punk發生爭執。
在下個月的行刑室鐵籠戰中，歐頓在比賽中遭到Punk的淘汰成為第一位淘汰的選手，未能成為WWE冠軍的頭號挑戰者。在接下來的三個星期中，歐頓攻擊並傷害所有新外道軍團的成員，包括了邁克爾·麥吉利庫蒂、大衛·奧騰加和梅森·萊恩。在摔角狂熱27中，歐頓擊敗Punk。在四月底的WWE選秀上，歐頓被選入SmackDown，並在極限規則的最後站立者賽中擊敗Punk，結束他與新外道軍團的爭執。
在5月6日的SmackDown中，歐頓擊敗基斯頓贏得生涯第二次的世界重量級冠軍。在超越極限中，歐頓在與基斯頓的重賽成功衛冕冠軍頭銜。在中，儘管基斯頓的腳有碰觸到繩圈，但歐頓還是成功壓制基斯頓，再度衛冕冠軍頭銜。在7月的公事包大戰中，歐頓再度與基斯頓對決，在比賽過程中基斯頓對歐頓臉上吐了口水，使歐頓失去控制，踢了基斯頓的腹股溝並失去比賽資格，由於比賽的特殊規定導致歐頓輸掉冠軍頭銜。一個月後，在夏日衝擊比賽中，歐頓在無限制賽中擊敗基斯頓奪回冠軍。在8月30日的SmackDown上，歐頓與基斯頓進行一場鐵籠賽，最終由歐頓獲勝成功衛冕冠軍頭銜，也結束與基斯頓的爭執。在馬克·亨利成為世界重量級冠軍的頭號挑戰者之後，歐頓隨後與亨利開始爭執。在接下來的幾周中，亨利開始定期攻擊歐頓。在冠軍之夜，歐頓將世界重量級冠軍的頭銜輸給亨利，在兩週後的地獄鐵籠中歐頓未能重奪冠軍。然後，歐頓開始與他的前Legacy成員寇帝·羅茲發生爭執，後者認為歐頓在Legacy期間虐待他。在10月14日的SmackDown中，歐頓贏得41人的多人混戰，為他贏得選擇挑戰冠軍頭銜的機會，然後他選擇當晚晚些時候向亨利挑戰世界重量級冠軍；在比賽時，歐頓在受到羅茲的干擾後以取消資格的方式獲得勝利，但沒有贏得冠軍。然後歐頓在復仇大賽和11月4日SmackDown的街頭大戰中擊敗羅茲。
在歐頓與韋德·貝瑞特兩人都被任命為傳統的5對5強者生存淘汰賽的隊長之後，他們兩人再次展開爭執。在11月11日的SmackDown比賽中，歐頓在被貝瑞特戳了眼睛之後輸給貝瑞特。在11月14日的Raw比賽中，歐頓在受到貝瑞特團隊干擾後以取消資格的方式贏得重賽。歐頓的團隊在強者生存中被擊敗，貝瑞特和寇帝·羅茲成為最終未被淘汰的選手。在TLC大賽上，歐頓與貝瑞特進行一場桌子賽，最終歐頓在桌子上對貝瑞特使出RKO，擊敗貝瑞特。在12月23日的SmackDown上，貝瑞特和歐頓繼續他們的爭執，在後台爭吵，歐頓用RKO將貝瑞特撞到汽車上。這導致12月30日SmackDown的一場隨處壓制賽，比賽期間貝瑞特將歐頓推下樓梯，導致歐頓椎間盤突出，使歐頓缺陣四個星期。在2012年1月27日的SmackDown中，歐頓回到擂台並攻擊貝瑞特。在2月3日的SmackDown中，歐頓在一場無取消資格賽上擊敗貝瑞特，結束爭執。

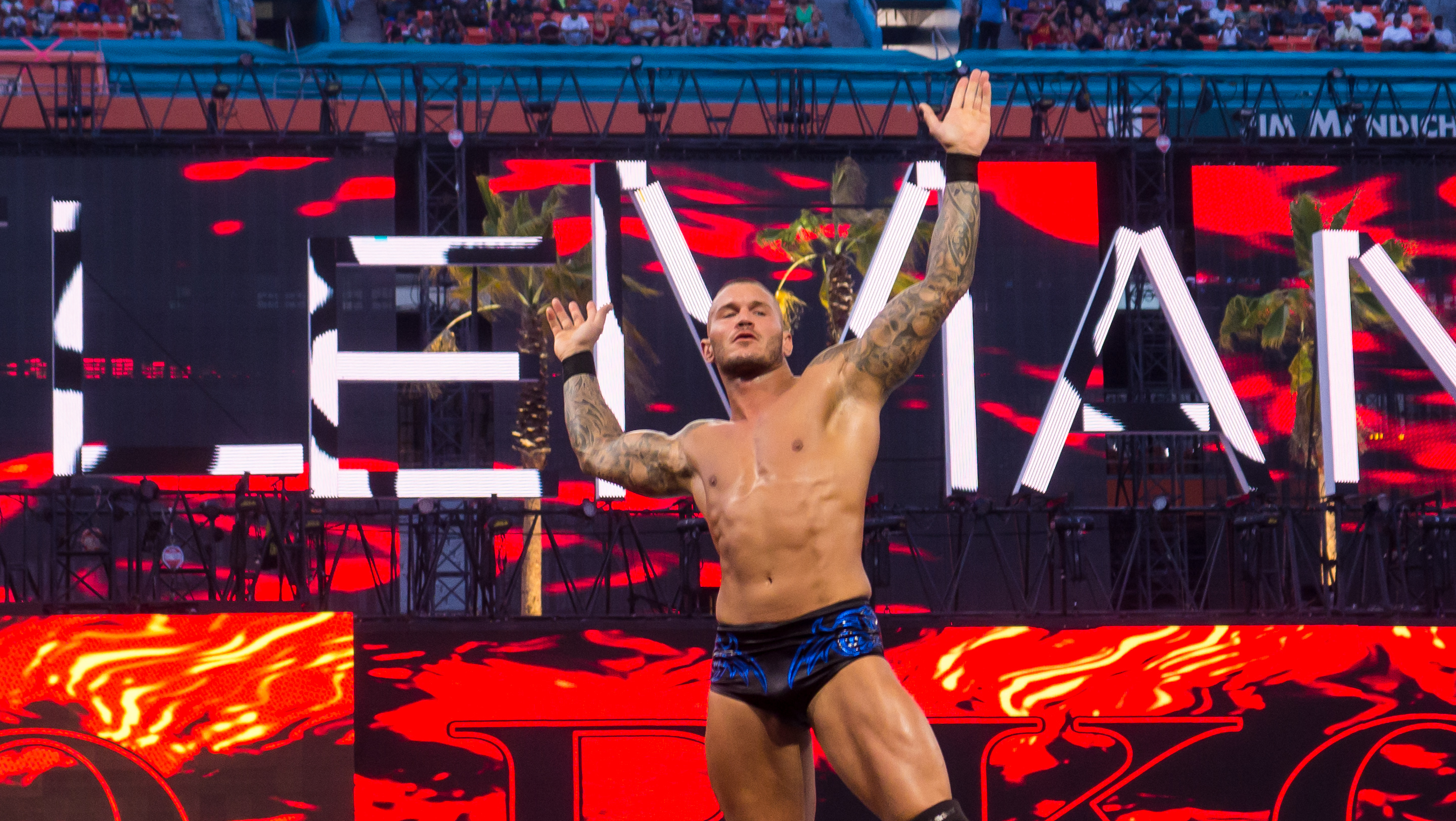
於摔角狂熱28登場的歐頓

在2月13日的Raw SuperShow中，世界重量級冠軍丹尼爾·布萊恩用冠軍腰帶攻擊歐頓之後，歐頓遭受腦震盪。由於受傷，歐頓無法參加行刑室鐵籠戰中的行刑室鐵籠賽，由桑提諾·馬瑞拉取代。歐頓在3月2日的SmackDown比賽中回歸，在肯恩的干擾下，因裁判讀秒而輸給布萊恩，並在比賽後攻擊歐頓。為了報復，在3月5日的Raw Supershow中，當肯恩擊敗R-Truth之後，歐頓用RKO攻擊肯恩。在下周的SmackDown中，歐頓再對肯恩使出RKO。在摔角狂熱28上，歐頓在單打比賽中被肯恩擊敗。在下周的SmackDown中，歐頓在無取消資格賽上擊敗肯恩，而在極限規則中，他們進行一場隨處壓制賽，最終由歐頓獲勝，結束他們的爭執。
在4月30日的Raw上，歐頓參加時間挑戰賽，以確定在超越極限中WWE冠軍賽的頭號挑戰者。他花了4分16秒的時間擊敗傑克·史威格，以2秒的優勢勝過米茲的時間。歐頓的時間後來被丹尼爾·布萊恩擊敗，因此布萊恩成為頭號挑戰者。在隨後的Raw SuperShow中，歐頓在與克里斯·傑利可和阿爾貝托·德·里奧的比賽中被雙打合作夥伴席莫斯意外攻擊，導致他們輸掉比賽。比賽結束後，歐頓用RKO攻擊席莫斯，然後他、傑利可和德·里奧都要求在超越極限中向席莫斯的世界重量級冠軍頭銜進行一場比賽，這是一場危機四伏賽。在超越極限中，當席莫斯成功壓制傑利可衛冕冠軍之後，歐頓未能贏得世界冠軍頭銜。5月30日，WWE因歐頓第二次違反公司的人才健康計劃而將其禁賽60天。

#### 與神盾軍的競爭（2012–2013）
歐頓在7月30日的Raw回歸，擊敗希斯·史雷特。在8月24日的SmackDown中，當公事包先生多夫·錫格勒試圖對席莫斯兌現他的合約時，歐頓對錫格勒使出RKO，與錫格勒展開爭執。在第二週的SmackDown比賽中，兩人展開對決最終由歐頓贏得比賽。三天後，在Raw的重賽上，歐頓在錫格勒緊身衣緊扣他的情況下被錫格勒擊敗。在冠軍之夜中，兩人再度對決，最終由歐頓獲勝。在9月28日的SmackDown中，歐頓原定要與Big Show進行世界重量級冠軍頭號挑戰者的比賽，但在賽前遭到阿爾貝托·德·里奧的攻擊。兩週後，歐頓回到SmackDown，攻擊德·里奧和他的擂台司儀利卡多·羅德瑞格茲。在10月28日的地獄鐵籠中，歐頓擊敗德·里奧。在接下來的Main Event上，歐頓在一場六人比賽壓制德·里奧贏得這場比賽。在11月6日的SmackDown中，歐頓在使出RKO後，在隨處壓制賽中再次擊敗德·里奧。兩人隨後於11月18日在強者生存的傳統五對五淘汰賽中對戰。在強者生存上，由多夫·錫格勒領導的德·里奧團隊最終擊敗由米克·佛利領導的歐頓團隊。在隔天晚上的Raw上，歐頓在三戰兩勝制的比賽中再次擊敗德·里奧，結束這次的爭執。
在12月3日的Raw中，在歐頓擊敗布萊德·邁達克斯遭到神盾軍的攻擊之後，歐頓開始與神盾軍發生爭執。在12月14日的SmackDown，歐頓再次在後台遭到神盾軍的襲擊。由於歐頓原本就有肩膀的傷勢，藉由這段攻擊也讓歐頓修養一段時間。歐頓在除夕夜的Raw上回歸，幫助萊鋇克及席莫斯抵抗神盾軍。在1月4日的SmackDown上，歐頓宣布參加2013年皇家大戰比賽。在1月27日的皇家大戰比賽中，歐頓為第26個進場的選手，但遭到萊鋇克的淘汰。在接下來的行刑室鐵籠戰中，歐頓淘汰馬克·亨利及克里斯·傑利可，但最終遭到傑克·史威格的淘汰。2月下旬，歐頓與席莫斯結盟，與神盾軍發生爭執。在摔角狂熱29中，歐頓、席莫斯和Big Show被神盾軍擊敗，此後，兩個人都遭到Big Show的攻擊。在第二天晚上的Raw上，歐頓和席莫斯進行一場比賽，爭奪對決Big Show的機會，然而，在Big Show干擾後，這場比賽以沒有結果結束。之後，歐頓和席莫斯聯手分別在4月12日的SmackDown以及4月15日的Raw中，皆擊敗Big Show。Big Show和歐頓之間的爭執最終在極限規則中進行一場極限規則賽，這場比賽由歐頓獲勝。
在這之後，歐頓開始與丹尼爾·布萊恩合作來面對神盾軍。在6月14日的SmackDown，歐頓與布萊恩和肯恩合作，在六人比賽中結束神盾軍未被壓制及投降的連勝紀錄。三天後，在絕命復仇上，歐頓和布萊恩未能成功挑戰羅曼·瑞恩斯和賽特·羅林斯的WWE雙打冠軍。因此次失利，也讓歐頓與布萊恩發生爭執，並進行多場比賽。最終在街頭賽中，歐頓遭到布萊恩擊敗。

#### 全權夫婦時期（2013–2015）

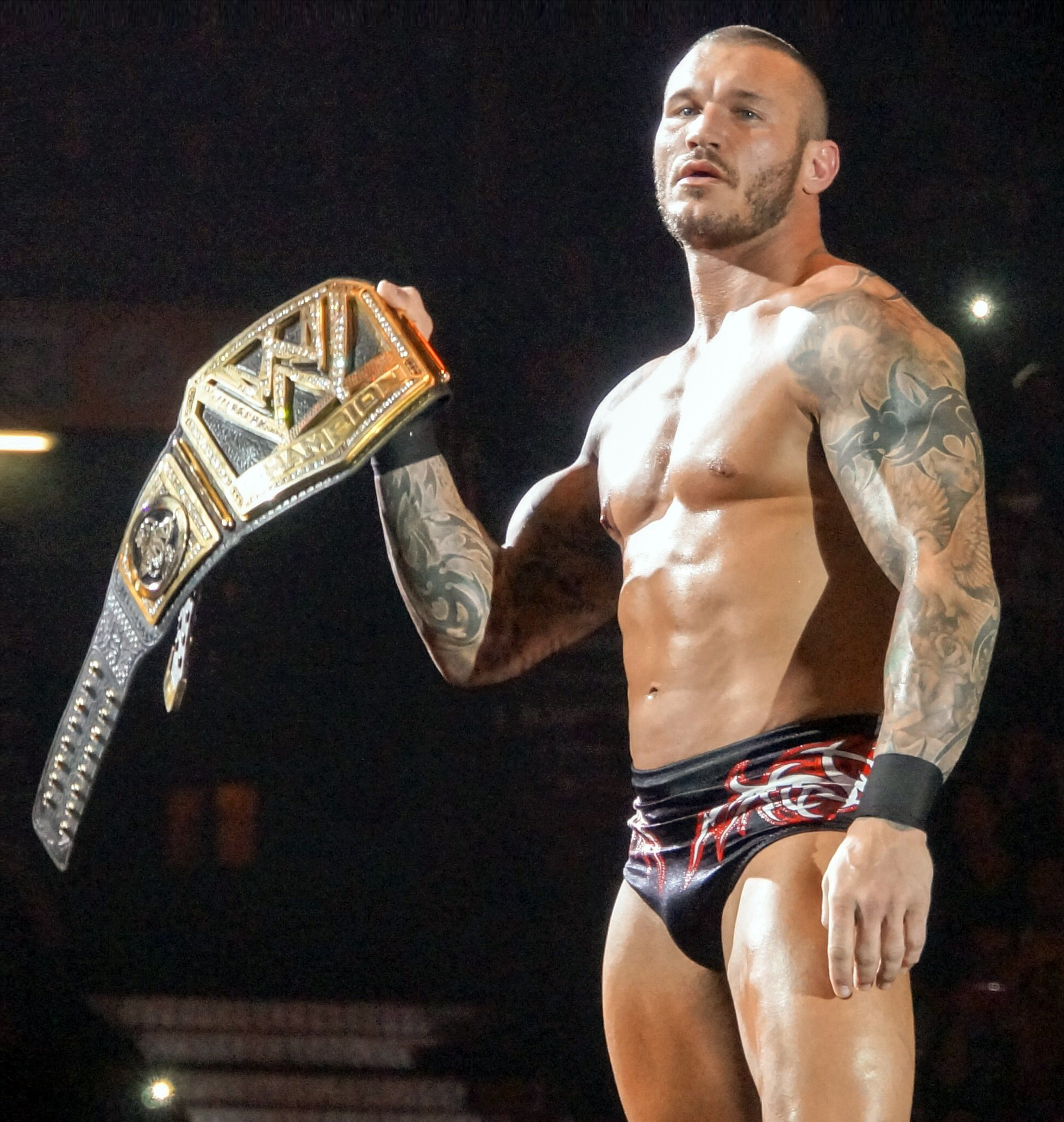
2013年11月的歐頓與WWE冠軍

在7月14日的公事包大戰中，歐頓擊敗克里斯汀、CM Punk、丹尼爾·布萊恩、羅伯·凡·達姆和席莫斯，贏得WWE冠軍公事包鐵梯賽，讓他獲得在一年內挑戰WWE冠軍的機會。在8月18日的夏日衝擊中，歐頓兌現他的公事包合約，並在特別裁判Triple H的協助下擊敗剛成為WWE冠軍的丹尼爾·布萊恩，拿下生涯的第七個WWE冠軍，這也讓歐頓轉為反派選手。在第二天晚上的Raw上，文斯·麥馬漢和新成立的全權夫婦（Triple H和史蒂芬妮·麥馬漢）認可歐頓為「公司的門面」。在9月15日的冠軍之夜中，歐頓將WWE冠軍輸給布萊恩，但是由於裁判史考特·阿姆斯壯的快速讀秒，在第二天晚上的Raw上，Triple H奪走布萊恩的冠軍頭銜，但拒絕將冠軍歸還給歐頓。於是歐頓和布萊恩於10月6日在殺戮戰場上爭奪空缺的頭銜，但是在Big Show干擾這兩人後，這場冠軍賽以沒有比賽結束。在接下來的地獄鐵籠中，歐頓再次與布萊恩爭奪空缺的冠軍頭銜，在特別裁判尚恩·麥可以下顎粉碎踢（Sweet Chin Music）攻擊布萊恩之後，他成功贏得WWE冠軍。在11月24日的強者生存中，擊敗Big Show衛冕冠軍頭銜之後，歐頓遇到世界重量級冠軍和長期的競爭對手約翰·希南。在隔天晚上的Raw中，希南建議在WWE中只能有「一個冠軍」，因此Triple H表示在TLC大賽時將有一場統一冠軍頭銜的比賽。12月15日，歐頓在TLC上擊敗希南，統一這兩個冠軍頭銜，並成為首位WWE世界重量級冠軍以及正式被確認為最終的世界重量級冠軍。在皇家大戰上，歐頓與希南再進行一場比賽，由於外耶特家族的協助，歐頓成功捍衛冠軍頭銜。在2月23日的行刑室鐵籠戰中，歐頓擊敗希薩羅、克里斯汀、丹尼爾·布萊恩、約翰·希南和席莫斯，成功衛冕WWE世界重量級冠軍，並確認將在摔角狂熱XXX上對決皇家大戰獲勝者巴帝斯塔。在4月6日的摔角狂熱XXX上，主賽事由於布萊恩擊敗Triple H後成為一場三方威脅賽，最終由布萊恩贏得比賽，結束歐頓161天的冠軍衛冕。

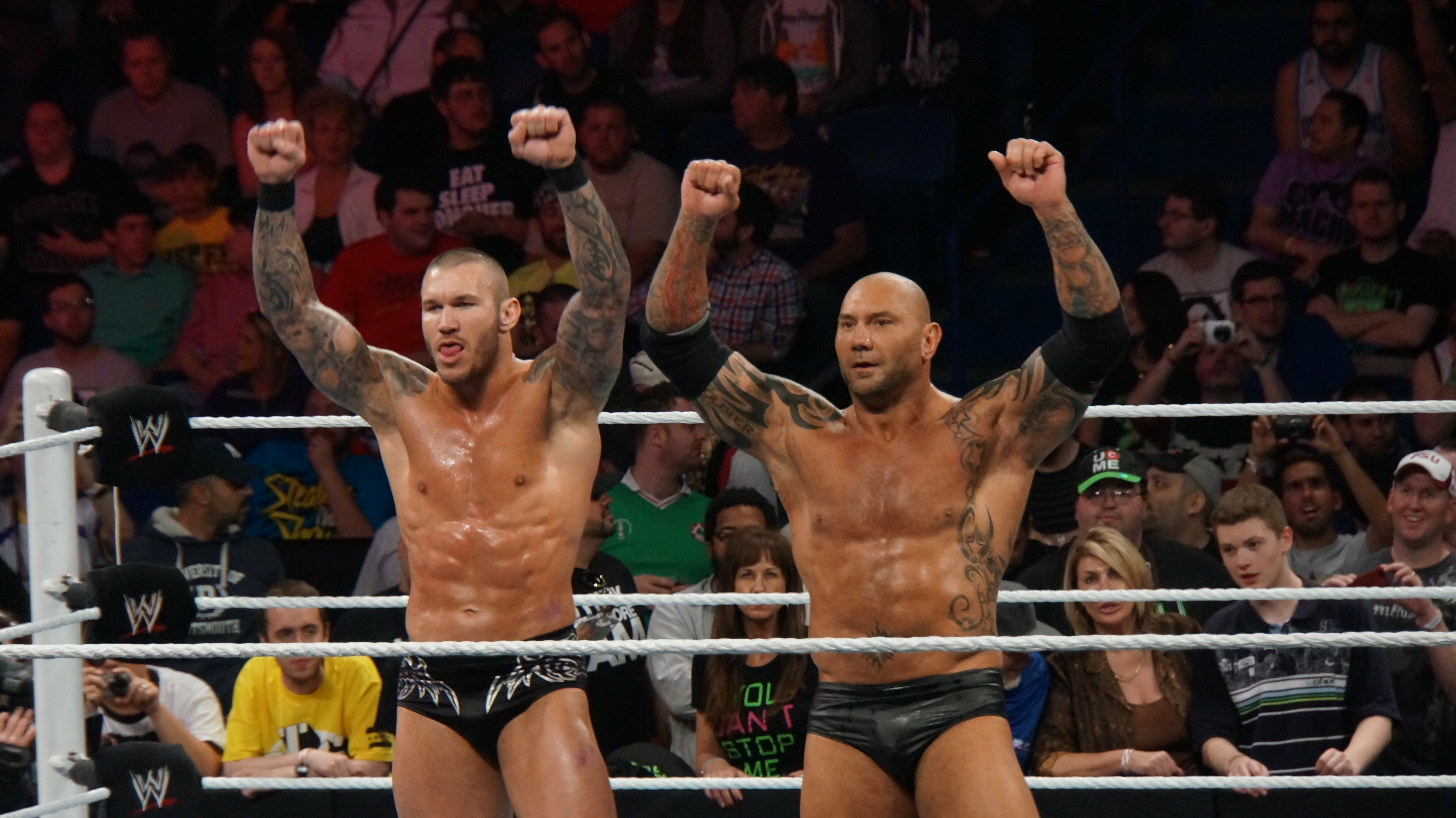
2014年4月的歐頓（左）和巴帝斯塔

在第二天晚上的Raw，歐頓和巴帝斯塔分別被拒絕參加WWE世界重量級冠軍賽的重賽，儘管他們彼此之間存在著問題，但被全權夫婦強迫在一起為了爭奪WWE雙打冠軍而面對烏索兄弟。兩人合作並攻擊烏索兄弟後，冠軍賽以雙重讀秒淘汰結束。當晚晚些時候，歐頓和巴帝斯塔以及肯恩一起攻擊布萊恩，在這之後布萊恩準備對上Triple H捍衛冠軍頭銜。在Triple H擊敗布萊恩之前，神盾軍對Triple H使出長矛衝刺並攻擊歐頓、巴帝斯塔和肯恩，從而導致布萊恩因失格而保留自己的頭銜。在4月14日的Raw中，在神盾軍面對完11對3的強弱不等賽之後，歐頓、巴帝斯塔和Triple H來到擂台攻擊神盾軍，並宣布重組進化論。而在接下來的極限規則及絕命復仇上，進化論皆輸給神盾軍。在6月9日的Raw中，全權夫婦直接讓歐頓參與空缺的WWE世界重量級冠軍公事包鐵梯賽，但他未能獲勝。在7月21日的Raw中，羅曼·瑞恩斯攻擊歐頓，認為歐頓讓他失去得到冠軍的機會，這使歐頓為了報復，在隔週也攻擊瑞恩斯，雙方在夏日衝擊進行比賽，最終由瑞恩斯贏得比賽。在接下來的冠軍之夜上，歐頓擊敗克里斯·傑利可。

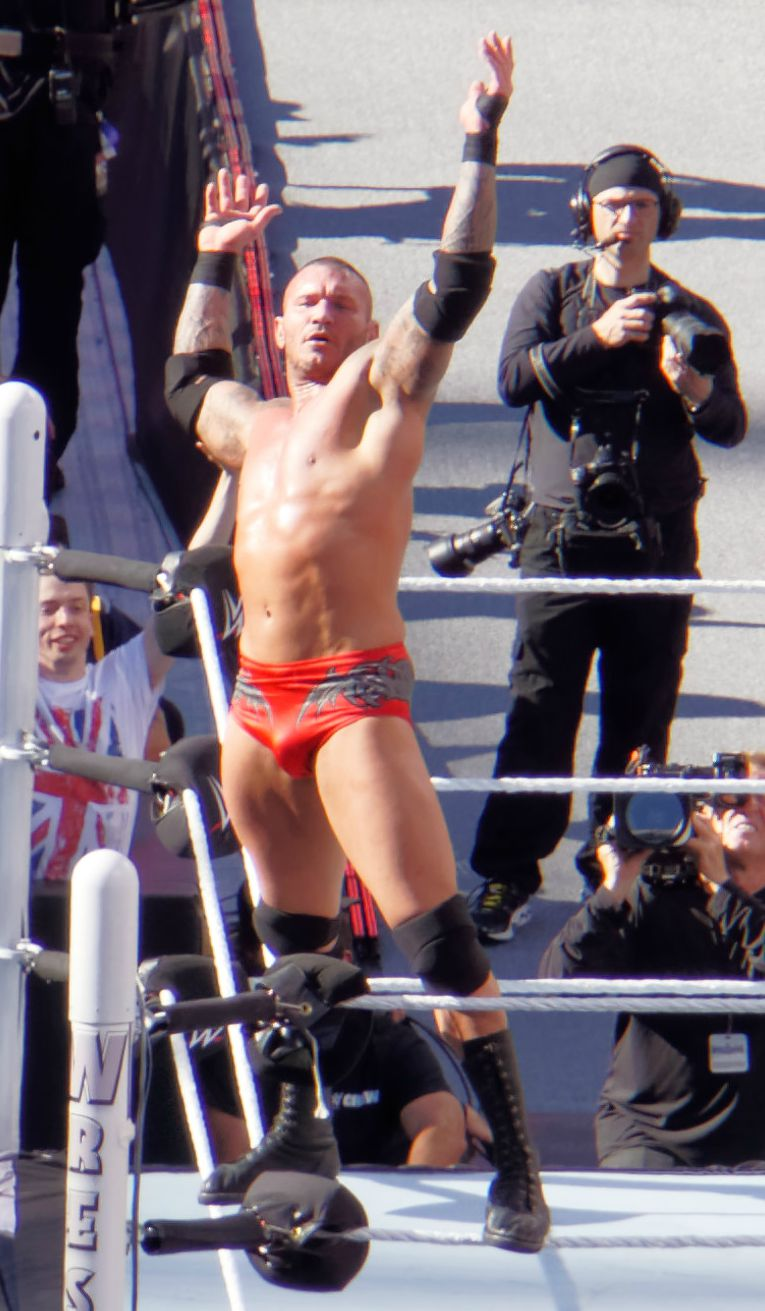
歐頓在2015年3月的摔角狂熱31上擊敗賽特·羅林斯後慶祝

在10月20日的Raw中，歐頓、肯恩和賽特·羅林斯對希南和迪恩·安布羅斯進行了一場強弱不等街頭賽，在歐頓將安布羅斯壓制後，他們贏得比賽，但歐頓在賽後立即遭到羅林斯的攻擊。在接下來的地獄鐵籠上，歐頓在決定WWE世界重量級冠軍的頭號挑戰者比賽中輸給希南。在10月27日的Raw上，歐頓襲擊羅林斯，在此過程中轉為正派選手。在下周的Raw上，歐頓在羅林斯與多夫·錫格勒進行洲際冠軍賽時攻擊羅林斯，並要求與羅林斯進行一場比賽以解決他們的爭端，Triple H批准這場比賽以使歐頓能站在他們這邊。這場比賽由羅林斯獲勝，歐頓在賽後攻擊全權夫婦，然後遭到全權夫婦的反擊，最後羅林斯對歐頓在鐵製台階上使出。由於此次劇情上的受傷，讓歐頓得以拍攝電影監獄砂漠。
經過三個月之後，歐頓於2015年2月22日的極速賽道上回歸，在賽後攻擊羅林斯、Big Show和肯恩拯救多夫·錫格勒、埃爾伊克·洛望和萊鋇克。他持續與全權夫婦的賽特·羅林斯發生爭執，在摔角狂熱31的比賽中，歐頓擊敗羅林斯。在摔角狂熱後，羅林斯成為新科WWE世界重量級冠軍，歐頓在極限規則和絕命復仇上與羅林斯進行冠軍賽，但都未能獲勝。
在公事包大戰中，歐頓參與爭奪冠軍合約的公事包鐵梯賽，該比賽最終由席莫斯獲勝。此後，在兩人互相攻擊並在各種雙打比賽中對峙之後，歐頓與席莫斯展開爭執。歐頓在殺戮戰場擊敗席莫斯，但在夏日衝擊上輸給席莫斯。在9月7日的Raw中，歐頓遭到外耶特家族的攻擊，與外耶特家族展開爭執，這場爭執被預定在地獄鐵籠的暖場秀中結束，但在歐頓遭受合法肩傷後被取消，使他接下來的幾個月無法比賽。

#### 外耶特家族時期（2016–2017）
在2016年7月7日的SmackDown中，歐頓被公開宣布為布洛克·雷斯納在夏日衝擊的對手。7月19日，在2016年WWE選秀上，歐頓被選入SmackDown，而雷斯納被選入Raw。在7月24日的殺戮戰場上，歐頓應邀在克里斯·傑利可主持的精彩集錦（Highlight Reel）中作為嘉賓回歸，並接受有關他與雷斯納比賽的採訪。歐頓解釋說，在對傑利可使出RKO之前，他想面對雷斯納，以證明自己屬於榜首。在7月26日的SmackDown Live中，歐頓打斷洲際冠軍米茲所主持的Miz TV，然後在無關頭銜比賽中擊敗米茲。在8月1日的Raw上，歐頓突然出現對在擂台上的雷斯納使出RKO。第二天晚上，在SmackDown Live上，雷斯納在歐頓比賽時攻擊他，對歐頓使出F-5。在夏日衝擊上，雷斯納在一系列肘部擊中歐頓的頭部後以技術擊倒擊敗歐頓，這給歐頓留下一個需要縫合10針的開放性傷口。

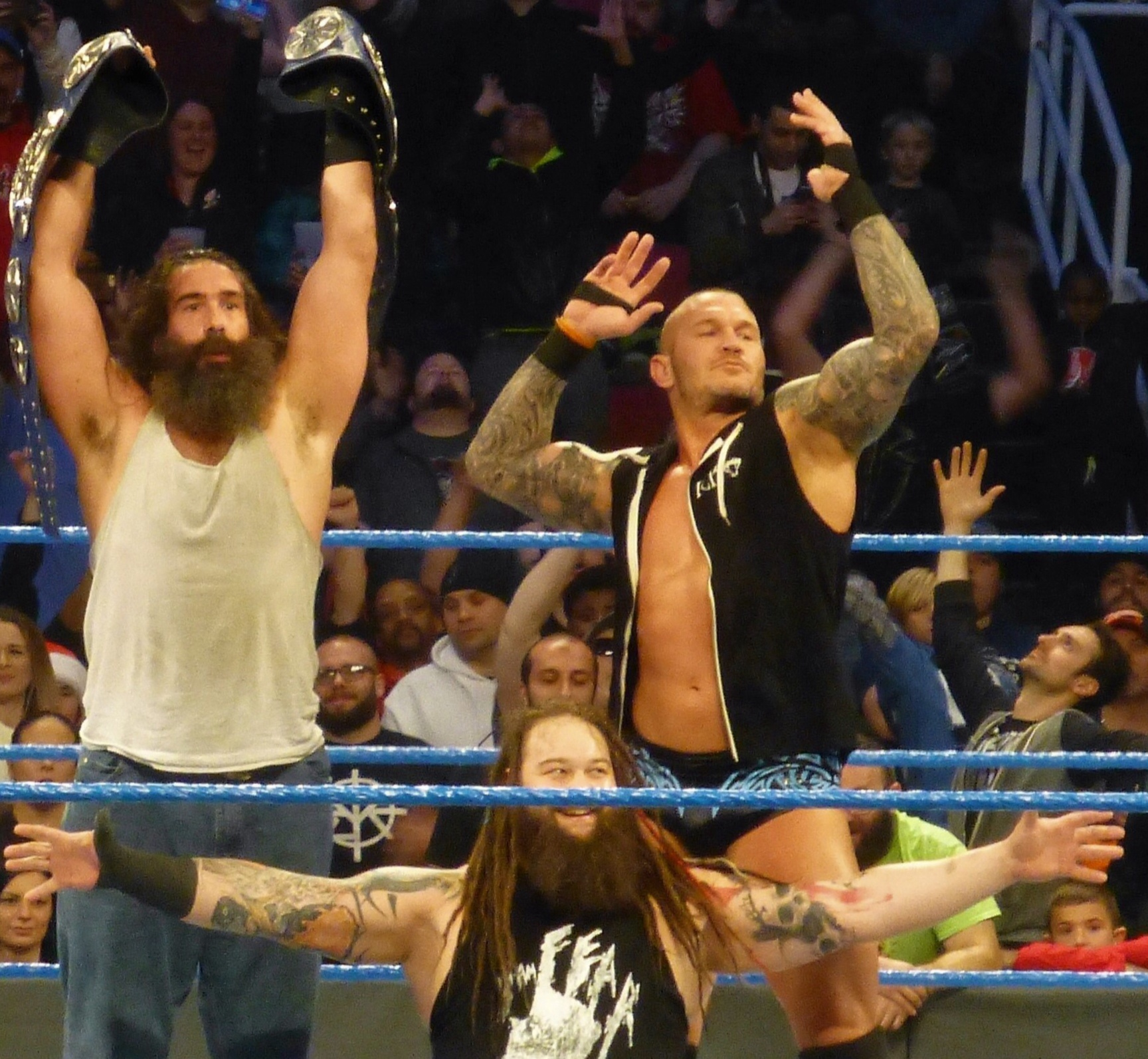
歐頓與盧克·哈波爾和布雷·外耶特成為WWE SmackDown雙打冠軍

在8月23日的SmackDown Live上，歐頓談到他與雷斯納的比賽，隨後布雷·外耶特打斷歐頓的談話，因此再度展開他們的爭執。接下來的一周，在SmackDown Live中，歐頓接受外耶特在爆裂震撼比賽的挑戰，歐頓因賽前在後台受到外耶特的攻擊後，因無法出賽而輸掉比賽。後來發現，由於上個月歐頓在夏日衝擊上發生合法的腦震盪，歐頓沒有被允許進行摔角比賽。在這之後，歐頓在毫不留情大賽上面對外耶特，由於盧克·哈波爾的干擾，歐頓輸掉比賽。在10月11日的Smackdown Live情節中，歐頓與肯恩合作與外耶特和哈波爾進行雙打比賽，但由於哈波爾的干擾而再次輸掉比賽。在10月25日的SmackDown Live中，歐頓在外耶特與肯恩的比賽上代表外耶特進行干擾，導致人們猜測他加入外耶特家族，儘管WWE或歐頓既未確認也不否認。在11月1日的SmackDown Live中，外耶特和哈波爾幫助歐頓在與肯恩的比賽中獲勝，從而證實歐頓與該團體的聯盟，歐頓就此轉為反派選手。
當天晚上，歐頓和外耶特被宣布為強者生存SmackDown團隊的成員。在強者生存中，SmackDown團隊擊敗Raw團隊，歐頓和外耶特成為團隊中的最後兩名成員。在11月29日的SmackDown Live，歐頓與外耶特擊敗美國阿爾法獲得挑戰SmackDown雙打冠軍希斯·史雷特和萊諾的機會。在TLC大賽上，他們贏得冠軍頭銜，這也是歐頓十年來的第一個雙打冠軍。後來宣布，哈波爾依據自由鳥規則也是雙打冠軍。在12月27日的SmackDown Live中，在歐頓意外攻擊哈波爾之後，他們在危機四伏雙打淘汰賽中將SmackDown雙打冠軍輸給美國阿爾法。在2017年1月29日的皇家大戰中，歐頓最終淘汰羅曼·瑞恩斯，這是他職業生涯中第二次贏得皇家大戰比賽。儘管如此，在外耶特成功拿下WWE冠軍後，歐頓基本上是全力支持外耶特衛冕冠軍，而摔角狂熱的主賽事則處於懸而未決的狀態。在2月28日的SmackDown Live中，當外耶特進行談話時，歐頓打開外耶特的大院，並進入裡面，在那裡歐頓說儘管這是外耶特的家，但它並不是他的家，歐頓宣稱他打算燒掉「Sister Abigail」。然後，歐頓說他將在摔角狂熱33上面對外耶特，歐頓就此轉為正派選手，然後放火燒掉整個院子。在3月7日的SmackDown Live中，歐頓擊敗A·J·史泰爾斯，成為WWE冠軍的頭號挑戰者。4月2日，在摔角狂熱33中，歐頓擊敗外耶特贏得生涯第九次的WWE冠軍，這也是他在摔角狂熱中首次贏得WWE冠軍以及第十三次世界冠軍。在接下來的SmackDown Live中，外耶特要求與歐頓進行「恐怖屋」（House of Horrors）重賽，但由於外耶特被選入Raw品牌，因此這場比賽變成無關頭銜賽，並在4月30日屬於Raw的絕命復仇上進行，最終歐頓輸掉這場比賽。
在4月18日的SmackDown Live中，轉投SmackDown品牌的金德·馬哈爾，在辛格兄弟的幫助下，贏得六人比賽，成為WWE冠軍的頭號挑戰者。在下周的SmackDown Live中，歐頓在一場無取消資格賽中擊敗埃爾伊克·洛望，隨後遭到馬哈爾和辛格兄弟的攻擊。馬哈爾隨後偷走WWE冠軍腰帶。在絕命復仇上，馬哈爾用冠軍腰帶攻擊歐頓之後，歐頓在比賽中輸給外耶特。在5月2日的SmackDown中，SmackDown主席辛恩·麥馬漢將腰帶歸還給歐頓。在5月21日的爆裂震撼中，歐頓在受到辛格兄弟的干擾後，將WWE冠軍輸給馬哈爾，而在接下來的公事包大戰中，歐頓再度受到辛格兄弟的干擾，未能贏得冠軍頭銜。在6月27日的SmackDown Live，歐頓要求一場冠軍重賽，麥馬漢同意在殺戮戰場上歐頓與馬哈爾再進行一場冠軍賽，但比賽方式需由馬哈爾決定（馬哈爾隨後出來，選擇了旁遮普監獄賽，也就是竹籠賽）。在殺戮戰場上，巨人哈利回歸並攻擊歐頓，讓馬哈爾成功逃脫旁遮普監獄而獲勝。

#### 美國冠軍時期（2017–2018）

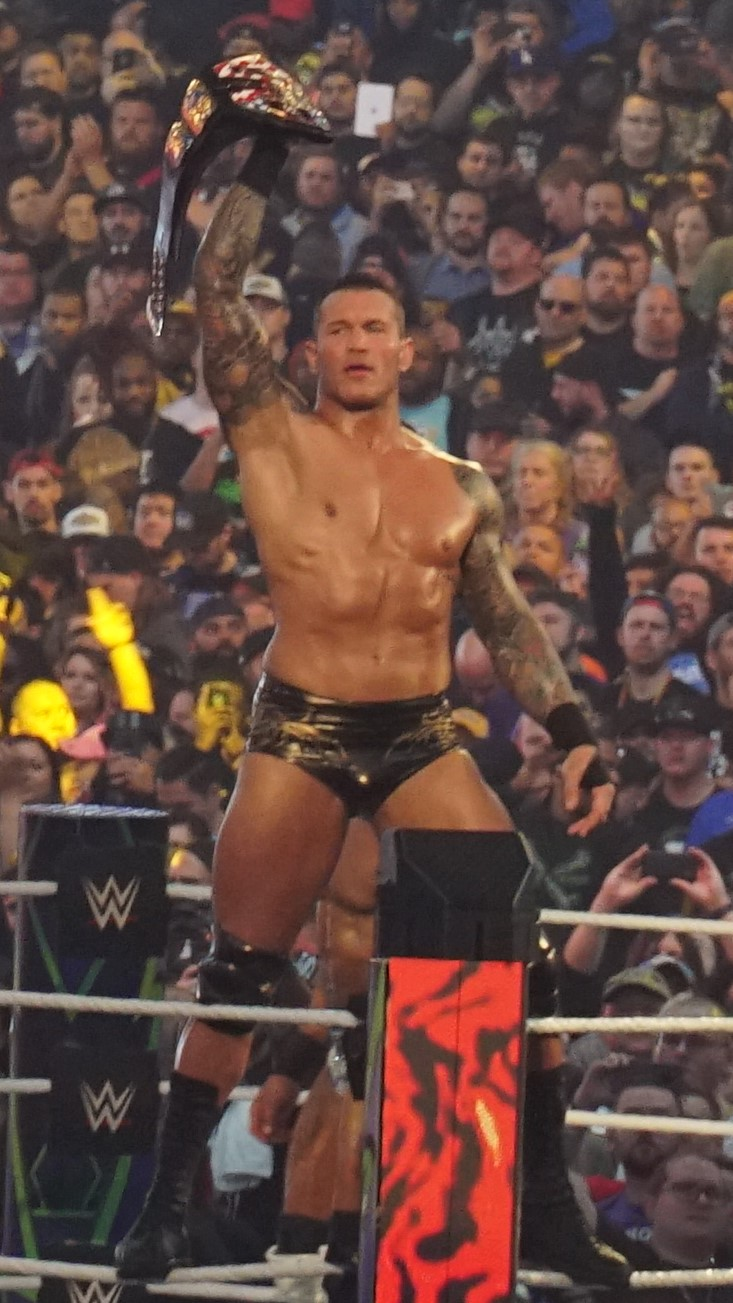
歐頓在摔角狂熱34上手持美國冠軍腰帶登場

在這之後，歐頓與魯塞夫發生爭執，在夏日衝擊上，歐頓在10秒內擊敗魯塞夫。在9月5日的SmackDown Live，歐頓在爭奪WWE冠軍頭號挑戰者比賽中輸給中邑真輔。在9月19日的SmackDown Live中，歐頓擊敗艾登·英格力；比賽結束後，他被魯塞夫挑戰即席比賽，歐頓在受到英格力分心後的10秒內輸掉比賽。在地獄鐵籠中，歐頓擊敗魯塞夫，結束爭執。在10月24日的SmackDown Live，歐頓擊敗薩米·賽恩，成為強者生存SmackDown團隊的成員。在比賽中，歐頓淘汰芬恩·貝勒，直到團隊剩下他和SmackDown隊長辛恩·麥馬漢，但歐頓隨後被布勞恩·史卓曼淘汰，SmackDown團隊最終未能獲勝。在皇家大戰比賽中，歐頓為第24位進入比賽的選手並淘汰NXT冠軍安德拉德，之後被羅曼·瑞恩斯淘汰。
在接下來的幾個月，歐頓進入爭奪WWE美國冠軍的爭執。他在極速賽道擊敗冠軍鮑比·盧迪（因此成為第18位大滿貫冠軍），但在摔角狂熱34的危機四伏賽上，輸給金德·馬哈爾。他在爆裂震撼與新冠軍傑夫·哈迪進行另一場冠軍賽，但歐頓未能獲勝。5月18日，WWE確認歐頓已經成功進行手術，修復左膝內側半月板撕裂，這也使歐頓需要修養一段時間。

#### 回歸傳奇殺手（2018–2021）
經過短暫的修養，在極限規則中，當傑夫·哈迪與中邑真輔進行完美國冠軍賽後，歐頓回歸並攻擊哈迪，就此轉為反派選手。兩天後的SmackDown Live，歐頓在哈迪進行重賽時，干擾哈迪並再次攻擊他。在8月21日的SmackDown Live中，歐頓和哈迪進行一場比賽結果以沒有比賽結束，比賽結束後哈迪攻擊歐頓。在地獄鐵籠中，歐頓與哈迪進行地獄鐵籠賽，結果由歐頓獲勝。在10月9日的SmackDown Live中，歐頓擊敗回歸的Big Show，獲得在Crown Jewel大賽參加WWE世界盃的資格。在賽事中，他在第一輪輸給雷·密斯特里歐。隨後他與密斯特里歐發生爭執，在11月21日的SmackDown Live，歐頓偷走密斯特里歐的面具，並隨身攜帶數週。在TLC大賽上，歐頓在鐵椅賽中輸給密斯特里歐。在2019年1月27日的皇家大戰上，歐頓是第29位進場的選手，淘汰密斯特里歐，然後他被安德拉德淘汰。歐頓隨後參加行刑室鐵籠賽，在被科菲·京斯頓淘汰之前，他淘汰A·J·史泰爾斯。然後，他開始與A·J·史泰爾斯發生爭執，兩人互相指責他們在摔角行業的歷史。在摔角狂熱35上，歐頓輸給史泰爾斯。7月，歐頓在爭奪WWE冠軍過程中與京斯頓發生爭執，在夏日衝擊和冠軍爭霸大賽上進行比賽，歐頓皆未能獲勝。在Crown Jewel大賽和強者生存上，歐頓參加團隊比賽，但他的團隊皆未能獲勝。在2019年WWE選秀中，歐頓被選入Raw。
在2020年1月26日的皇家大戰上，歐頓是第25位進場的選手，在比賽中歐頓淘汰卡爾·安德森，但之後遭到歐頓在Rated-RKO時期的雙打合作夥伴Edge的淘汰，而這也是Edge自2011年因頸部受傷退役以來，首次回歸比賽。歐頓和Edge隨後開始爭執，在摔角狂熱36中進行最後站立者賽，最終由Edge獲勝。他們的第二場比賽於爆裂震撼上進行，由歐頓贏得這場比賽。在第二天晚上的Raw上，Edge的朋友和前雙打合作夥伴基斯頓向歐頓發起一場未經許可的比賽，歐頓在瑞克·福萊爾的幫助下獲勝。在接下來的幾週，歐頓回歸他的傳奇殺手角色，攻擊福萊爾和尚恩·麥可等傳奇選手，同時變得更加無法預料。他表示希望擊敗祖魯·麥金泰爾贏得WWE冠軍，但在夏日衝擊上輸給麥金泰爾。在第二天晚上的Raw上，當歐頓談話時，他被首次亮相的凱思·李打斷。在絕命復仇上，歐頓輸給李。之後，歐頓在冠軍爭霸大賽中的WWE冠軍救護車賽中輸給祖魯·麥金泰爾。在地獄鐵籠中，歐頓與麥金泰爾進行第三次的WWE冠軍賽。這次歐頓取得勝利，贏得他生涯的第十個WWE冠軍。但是，他在11月16日的Raw中將冠軍頭銜輸給麥金泰爾。
在11月23日的Raw上，歐頓在一場比賽中面對A·J·史泰爾斯，獲勝者將前進到三方威脅賽，以確定誰將在TLC大賽挑戰祖魯·麥金泰爾的WWE冠軍頭銜。由於「邪神」布雷·外耶特的干擾，比賽由史泰爾斯獲勝。在這之後，歐頓與邪神展開爭執，並在TLC大賽上進行名為螢火蟲地獄賽（Firefly Inferno match）的比賽。在12月20日舉行的TLC大賽上，歐頓在螢火蟲地獄賽中擊敗邪神，並將他的身體放火燒掉。在2021年1月31日舉行的皇家大戰中，歐頓以第二位參賽者身份進入比賽，並與回歸的Edge持續他們的爭執，後者以首位參賽者身份進入比賽。由於Edge給他造成的傷害，歐頓中途離開比賽，而醫務人員卻沒有真正將其淘汰。歐頓在比賽將結束時再次參加比賽以淘汰Edge，但隨後被淘汰。在第二天晚上的Raw，歐頓要求與Edge進行最終比賽，以再次嘗試並結束他的摔角生涯，但由於阿歷薩·布利斯的干擾而被Edge擊敗。
在2月21日的行刑室鐵籠戰中，歐頓參加爭奪祖魯·麥金泰爾的WWE冠軍行刑室鐵籠賽，但遭科菲·京斯頓淘汰，也是首位被淘汰的選手。在阿历萨·布利斯數週內反覆騷擾和分散歐頓的注意力，導致他輸掉比賽之後，布利斯於3月21日向歐頓發起挑戰，參加極速賽道的一場跨性別賽，歐頓接受挑戰，希望能擺脫布利斯的騷擾。在比賽中，布利斯用超自然力量攻擊歐頓，例如讓照明設備墜落並幾乎砸在他身上，並向他發射火球。最後，因著火而皮膚被燒焦的邪神回歸並攻擊歐頓，讓布利斯以壓制方式贏得勝利。在接下來的Raw中，邪神再次攻擊歐頓，他們之間的比賽被安排在摔角狂熱37上。在4月11日賽事的第2晚，歐頓擊敗邪神，因為布利斯似乎透過分散邪神的注意力來攻擊他，讓歐頓使出RKO並成功壓制邪神。

#### RK-Bro（2021-2022）
结束与布雷·外耶特的恩怨后，欧顿开始与马特·里德尔组成双打组合RK-Bro，2021年8月21日的夏日冲击上，RK-Bro击败A.J.斯泰尔斯和奥莫斯夺得WWE RAW双打冠军，在10月21日的皇冠珠宝上面对二者的重赛，RK-Bro再次取得胜利。11月21日的强者生存上，代表RAW的WWE RAW双打冠军RK-Bro对阵WWE SmackDown双打冠军乌索兄弟并取得胜利。2022年1月1日的第一日上，RK-Bro击败了街头利润卫冕WWE RAW双打冠军。1月10日的RAW上，RK-Bro在对阵阿尔法学院的冠军赛中落败丢失双打冠军。欧顿接着参加了1月29日的皇家大战但在比赛最后被布洛克·雷斯纳淘汰。RK-Bro在3月7日的RAW上再次挑战阿尔法学院并在这场三重威胁赛中夺回来WWE RAW双打冠军，欧顿和马特·里德尔携带这条冠军腰带进入了摔角狂热并在4月3日的摔角狂热38第二晚击败了街头利润和阿尔法学院继续卫冕冠军。RK-Bro和祖鲁·麦金泰尔组队在5月8日的爆裂震撼上对阵罗曼·瑞恩斯和乌索兄弟但是战败，随后乌索兄弟在5月20日的SmackDown上挑战了RK-Bro的WWE RAW双打冠军并夺走了腰带，欧顿在这场比赛中被打伤，离开节目治疗长年的背部伤势。

#### 伤愈回归（2023-至今）
欧顿在2023年11月25日的强者生存上回归并帮助科迪·罗兹的队伍赢得战争游戏。随后欧顿开始复仇打伤自己的血亲并在2024年1月27日的皇家大战上挑战罗曼·瑞恩斯的WWE冠军和WWE环球冠军，这场四重威胁赛最终以罗曼·瑞恩斯获胜告终。欧顿随后进入2月24日的铁笼密室并在比赛中淘汰了凯文·欧文斯和罗根·保罗，最终在罗根·保罗的袭击下被祖鲁·麦金泰尔淘汰。欧顿为此和凯文·欧文斯以及罗根·保罗约战摔角狂热挑战罗根的WWE美国冠军，4月7日的摔角狂热第二晚，罗根·保罗使用未经同意的指虎偷袭欧顿和欧文斯，最终欧顿战败无缘夺冠。
结束与罗根·保罗的恩怨后，欧顿与索罗·西科亚的血亲产生恩怨，欧顿与凯文·欧文斯组队在5月4日的爆裂震撼上对阵索罗·西科亚和塔玛·汤加，这场比赛中雅各布·法图乱入袭击欧顿和欧文斯，最终二人战败。欧顿随后参加了2024年的擂台之王锦标赛并最终获得挑战冠军的机会，5月25日的擂台之王上，欧顿对阵冈瑟的WWE世界重量级冠军但最终战败无缘夺冠。紧接着欧顿与科迪·罗兹和凯文·欧文斯组队在7月6日的公文包大战上对阵血亲（索罗·西科亚、雅各布·法图、塔玛·汤加）但最终在汤加·罗亚的干扰下战败。随后欧顿开始与凯文·欧文斯组队进行一些双打比赛。欧顿参加了8月31日的柏林冲击并在该届赛事再次挑战冈瑟的WWE世界重量级冠军但再次落败。
凯文·欧文斯在10月5日的Bad Blood结束后袭击了科迪·罗兹并宣布转反，欧顿在随后的节目中与其对峙，随后敲定欧顿与凯文·欧文斯在皇冠珠宝上的对决，然而在赛事当天二人在场馆内大打出手导致比赛未能正式开始。11月8日的SmackDown上，凯文·欧文斯在节目中对欧顿使用了WWE早年禁止使用的“打桩机”导致欧顿脊椎受伤离开节目修养。
欧顿于2025年3月1日的铁笼密室上回归并在凯文·欧文斯的比赛上袭击了他并敲定了二人在摔角狂热41的比赛，然而凯文·欧文斯在现实中颈部受伤严重无法参赛，欧顿在赛事当天临时面对TNA世界冠军乔·亨德利的挑战并击败了他。随后欧顿卷入与约翰·塞纳的冠军争夺之中，在5月10日的爆裂震撼上，欧顿在比赛中不敌约翰·塞纳无缘再次夺得WWE冠军。欧顿接着参加了2025年的擂台之王锦标赛但在6月28日的冠军之夜的决赛上输给科迪·罗兹。

## 其他媒體
歐頓曾於2004年出現在脫口秀節目《吉米·坎摩尔直播秀》擔任嘉賓。2007年與Edge一同參與遊戲節目《一擲千金》。2010年8月10日作客《Lopez Tonight》擔任嘉賓
。2011年11月29日接受《Charlotte's FOX News》訪問及宣傳《SmackDown》。2012年2月7日接受《Good Day Tulsa》訪問。

## 個人生活
歐頓於2007年9月21日與薩曼莎‧斯皮諾（Samantha Speno）結婚。他們育有一個叫艾蘭娜·馬里·歐頓（Alanna Marie Orton）的女兒，於2008年7月12日出生。他們於2012年末分居，並於2013年6月離婚。 2015年11月14日，歐頓與基姆·瑪麗·科斯勒（Kimberly Kessler）結婚，她先前是歐頓粉絲俱樂部的成員。他們的第一個孩子（科斯勒的第四個孩子和歐頓的第二個孩子）是一個名為布魯克林·蘿絲·歐頓（Brooklyn Rose Orton）的女兒，於2016年11月22日出生。他們居住在密蘇里州聖查爾斯。

## 影視作品

### 電影
| 年份 | 片名            | 角色                    |
| ---- | --------------- | ----------------------- |
| 2011 | 《這就是我》    |                         |
| 2013 | 《致命十二殺2》 |                         |
| 2015 | 《監獄砂漠》    |                         |
| 2016 | 《倒數追擊》    | 本人                    |
| 2019 | 《選情尬翻天》  | 克里斯多福·布魯克斯（Christopher Brooks） |
| 2019 | 《Changeland》  |                         |

### 電視
| 年份 | 標題           | 角色 | 備註       |
| ---- | -------------- | ---- | ---------- |
| 2007 | 《一擲千金》   | 本人 |            |
| 2016 | 《狙擊生死線》 |      | 單集：「」 |
| 2018 | 《霹靂雙胞胎》 |      |            |

## 摔角場上的表現

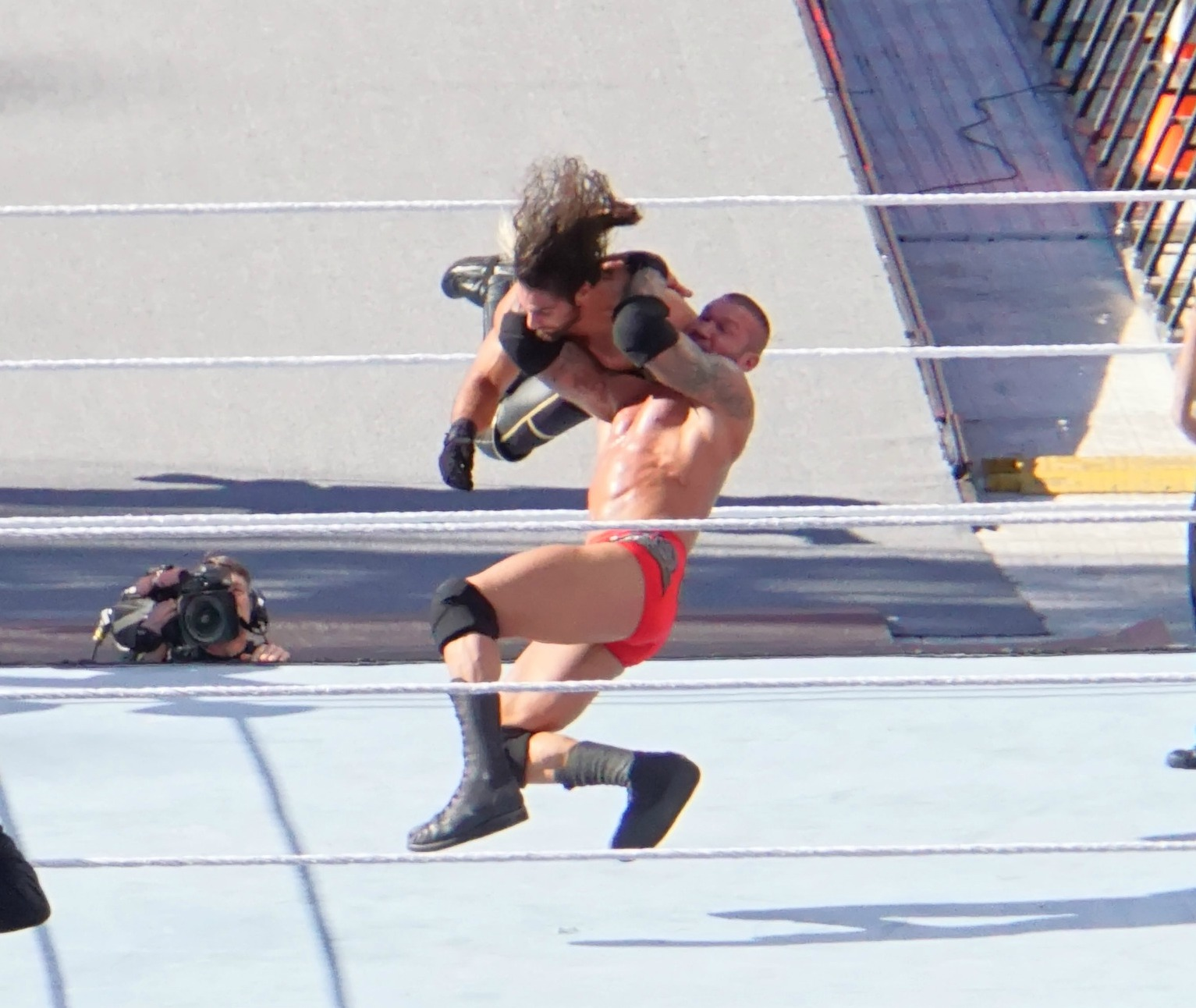
歐頓對賽特·羅林斯使出RKO

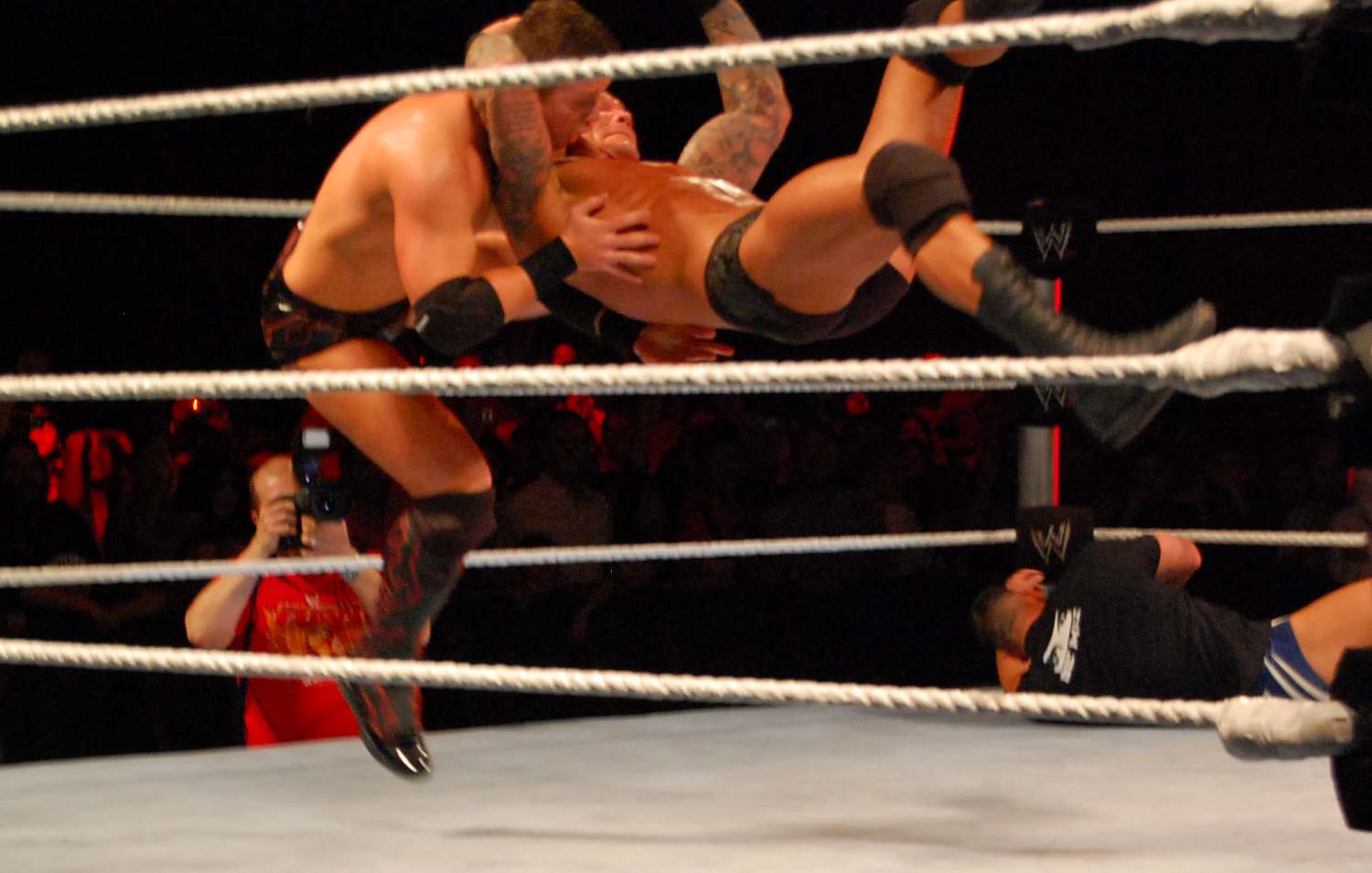
歐頓對米茲使出RKO

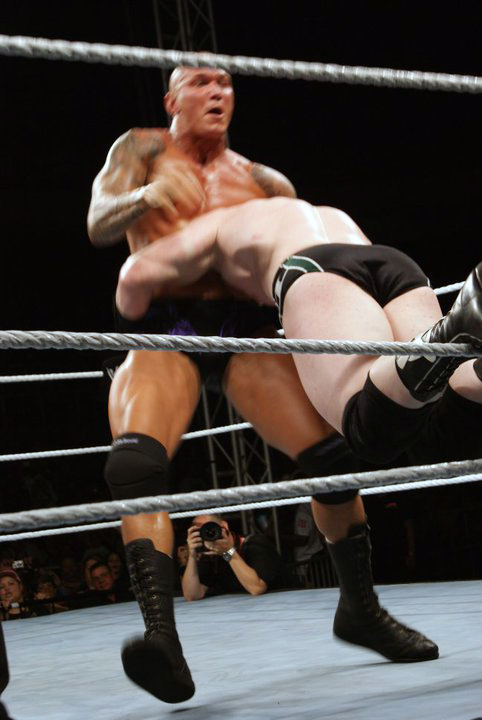
歐頓對席莫斯使出Rope-hung DDT

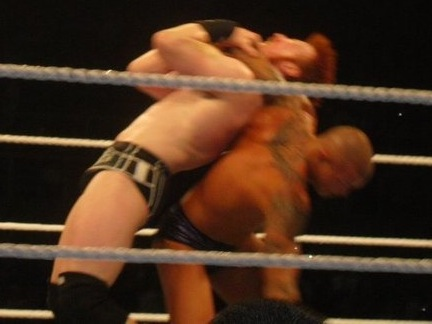
歐頓對席莫斯使出Inverted headlock backbreaker

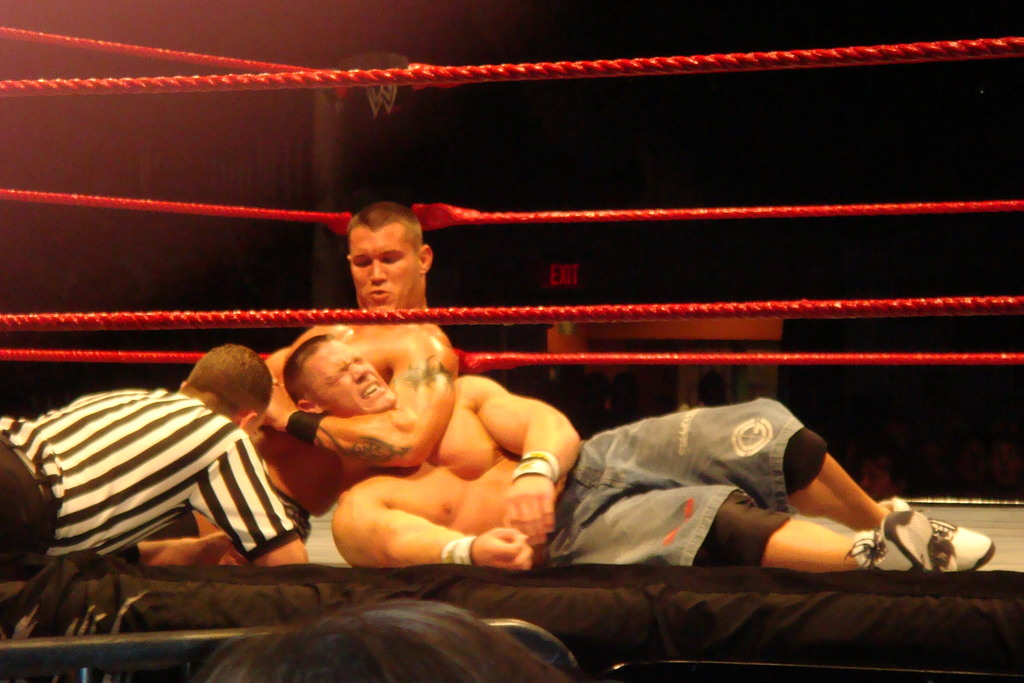
歐頓對約翰·希南使出Chokehold

### 終結技
- O-Zone [8]– 2002–2003
- RKO[7][8]– 2003–現在

為歐頓最著名的招式，除了能在一般賽事用外，也能用在亂入和非擂台使用。
- Running Punt Kick – 2007–2012

此為歐頓除了RKO之外另一個具有極大殺傷力的絕招，但不常使用。

### 常用招式
- Bodyscissors[8]
- Corner clothesline[83]
- Diving crossbody[8]
- Dropkick[8]
- European uppercut[8]
- Falling clothesline[8]
- Full nelson slam[8]
- Gutwrench elevated neckbreaker[84]
- Inverted headlock backbreaker[8][85]
- Knee drop[86]
- Lou thesz press[8][85]
- Olympic slam[86][87]
- Powerbomb（有時用來壓制）
- Randy Orton Stomps[7][8]
- Rope-hung DDT[85]
- Running punt kick[8]
- Side belly-to-belly suplex[84]
- Snap scoop powerslam[88][89]
- Superplex[84]- 沿用他的父親“牛仔”巴布·歐頓
- Wrenching chinlock[8][85]

### 經紀人
- 瑞克·福萊爾
- 「牛仔」巴布·歐頓
- 麗塔
- 史黛西·凱柏勒（英语：Stacy Keibler）

### 雙打與組合
- Evolution
- Rated-RKO（英语：Rated-RKO）
- The Legacy（英语：The Legacy (professional wrestling)）
- The Authority
- The Wyatt Family
- RK-BRO

### 外號
- "The Legend Killer"[4]
- "The Viper"[5]
- "The Apex Predator"[6]

### 進場配樂
- Line in the Sand（摩托頭，2003年－2004年8月23日）
- This Fire Burns（終極殺戮樂團，2006年3月3日）
- Burn in My Light（Mercy Drive，2004年8月30日－2008年5月5日）[90]
- Rated RKO（吉姆·約翰斯頓（英语：Jim Johnston (composer)），2006年10月2日－2007年4月29日）
- Voices（恢復理論樂團（英语：Rev Theory），2008年5月12日－至今）[91]

## 冠軍及成就

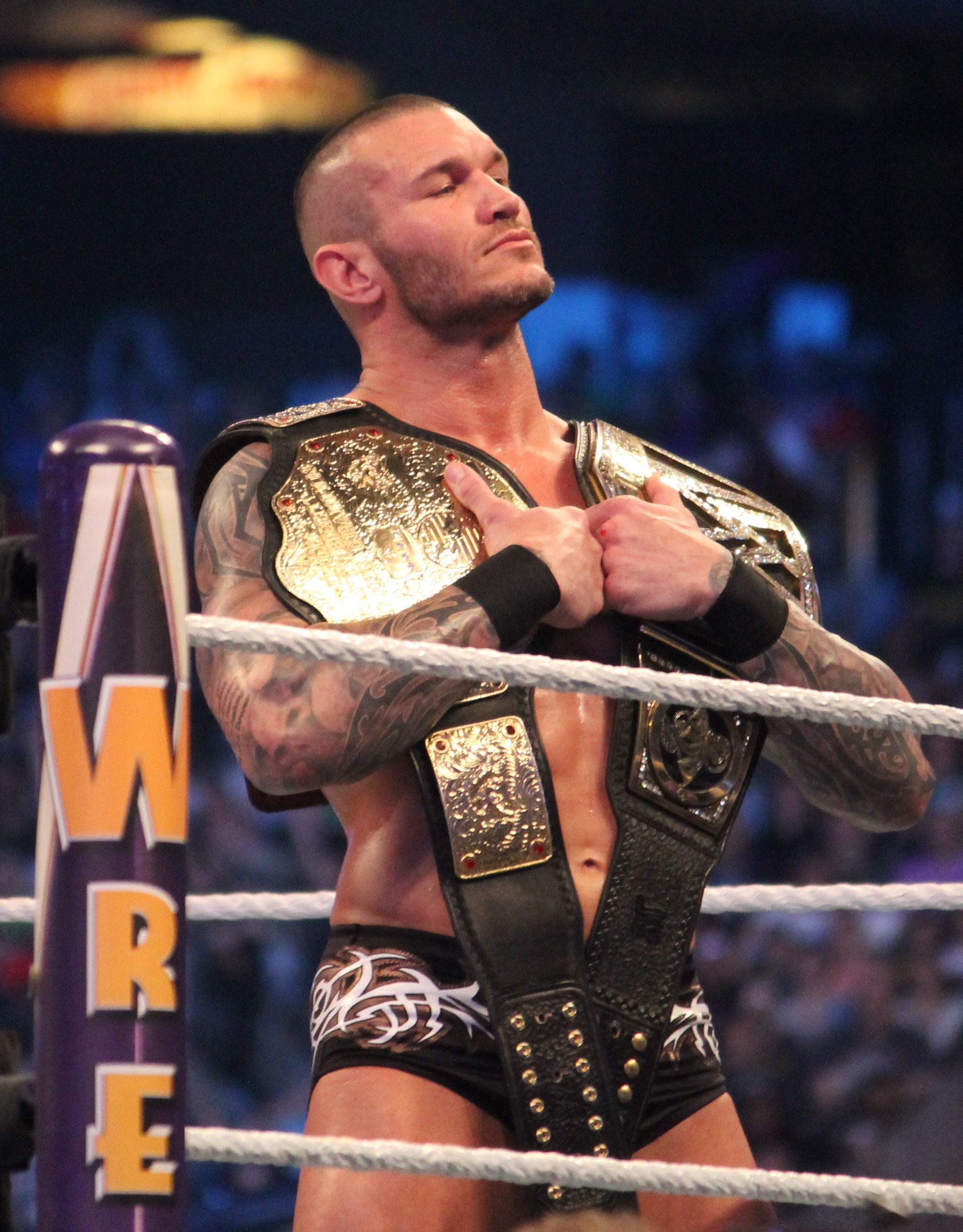
歐頓是十次的WWE冠軍（右腰帶）和四次的世界重量級冠軍（左腰帶），使他成為WWE的十四次世界冠軍

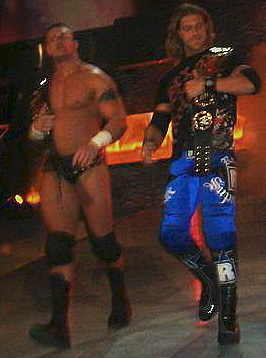
歐頓還與Edge搭檔贏得一次世界雙打冠軍

- 巴尔的摩太阳报
  - 年度摔角選手（2009年）[92]
- 俄亥俄谷摔角（英语：Ohio Valley Wrestling）
  - OVW硬蕊冠軍（英语：OVW Hardcore Championship）（兩次）[12]
- 職業摔角畫報
  - PWI年度最佳宿敵（2009年；與Triple H）[93]
  - PWI年度最厭惡選手（2007年、2009年）[93][94]
  - PWI年度最佳進步選手（2004年）[95]
  - PWI年度最受歡迎選手（2010年）[96]
  - PWI年度最佳新人（2001年）[97]
  - PWI年度最佳選手（2009年、2010年）[93][98]
  - PWI 500-第1名（2008年）[99]
- 世界摔角娛樂
  - 世界重量級冠軍（四次）[100][101]
  - 世界雙打冠軍（一次；與Edge）[102]
  - WWE冠軍 / WWE世界重量級冠軍（十次）[103][104][105][106]
  - WWE洲際冠軍（一次）[107]
  - 皇家大戰（2009年、2017年）
  - 公事包大戰（2013年）
  - 第十七位世界摔角娛樂三冠王
  - SmackDown雙打冠軍（一次；與Bray wyatt）
  - WWE美國冠軍（一次）
  - 第18位達成世界摔角娛樂冠軍大滿貫
  - 衝擊大賞（二次）
  - WWE年終獎（英语：WWE Year-End Award）（一次）
    - 年度震撼時刻（2018年）
- 摔角觀察通訊獎（英语：Wrestling Observer Newsletter awards）
  - 年度最佳進步選手（2004年）[108]
  - 年度最被高估選手（2013年）[109]
  - 年度最差爭執（2013年）– 作為全權夫婦成員對Big Show[109]
  - 年度最差爭執（2017年）對Bray wyatt
  - 年度最差比賽（2017年）在4月2日的摔角狂熱33（英语：WrestleMania 33）上對Bray wyatt

## 外部連結
- 蘭迪·歐頓在WWE官方網站的介紹（页面存档备份，存于）（英文）
- Online World of Wrestling profile（页面存档备份，存于）（英文）
- 蘭迪·歐頓在互联网电影资料库（IMDb）上的資料（英文）
- 蘭迪·歐頓的X（前Twitter）（英文）